# Реймське Євангеліє

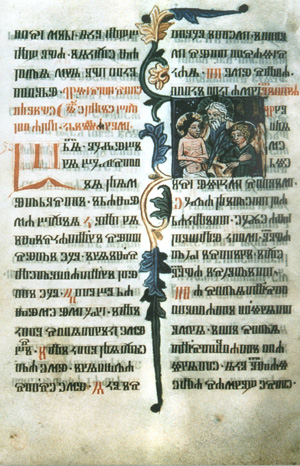
Реймське Євангеліє

Ре́ймське Єва́нгеліє — церковно-слов'янський пергаментний рукопис, знаменита київська пам'ятка XI—XII і XIV століть. Пам'ятка української мови. Має багато найдавніших зразків давньоруської мови в рукописних пам'ятках, порівняно з іншими збереженими тогочасними пам'ятками.
Складається з двох уривків від різних книг, які були переплетені разом 1395 р.
Один уривок, написаний кирилицею в XI—XII століттях, міг за умови найранішого датування, походити з бібліотеки Ярослава Мудрого. Документів, які б підтверджували його зв'язок з діяльністю Анастасії Ярославни, королеви Угорщини, немає. Поширювана у ЗМІ думка про зв'язок цього уривка з її сестрою Анною Ярославною, королевою Франції, є фікцією.

Другий уривок, написаний глаголицею в XIV столітті, походить з Хорватії.

## Історія
Реймське Євангеліє складене з двох частин:
1. кириличних євангельських читань, 17 аркушів 23х17,5 см (18 та 19 зошити євангелія апракосу), південно-слов'янської редакції, мабуть, з XI—XII ст., придбаних цісарем Карлом IV десь в Угорщині та подарованих Емауському монастиреві у Празі, заснованому 1347 року;
2. хорватсько-глаголичної частини (31 лист) із євангельськими й апостоловими читаннями й пареміями на свята за римським обрядом, списаної з хорватського оригіналу 1395 року ченцем Емауського монастиря для католицько-слов'янської богослужби.

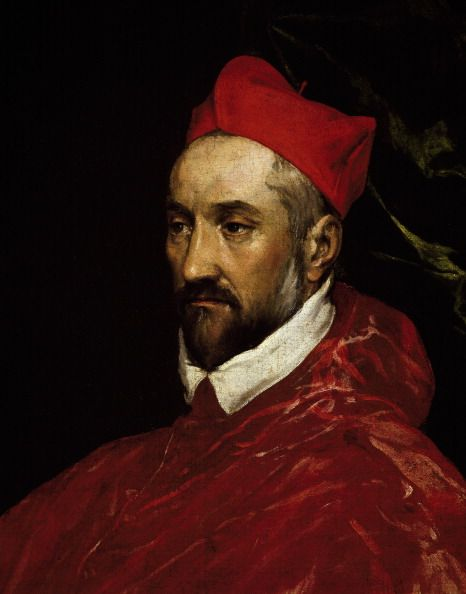
Кардинал Карл Лотаринзький

Кінцевий глаголичний запис, мовляв, першу (кириличну) частину написав святий Прокіп Чеський, на думку деяких дослідників не відповідає дійсності.
Цілий кодекс, за одним з припущень, занесений гуситами (монастир спалений у 1421 році) до Царгороду, був куплений кардиналом Карлом Лотаринзьким, що пожертвував його собору в Реймсі (Франція), де він зберігається від 1574 року.
Згадка про те, що на рукописі ніби присягали при коронаціях французькі королі, є непідтвердженою джерелами легендою.

Євангеліє цінувалось за багату, з частками реліквій, обкладинку, та незрозумілий (індійський, як вважалось, текст). Тільки в 1717 р. віце-канцлер Росії П. Шафіров ідентифікував написану кирилицею частину. Немає документального підтвердження, що його оглядав Петро І.

Під час Французької революції обкладинку з реліквіями знищили, а сам унікальний рукопис вважали загубленим у регіональній французькій колекції — його зберігали в міській бібліотеці Реймса — міста, де з давнини коронували французьких королів.
У 2010 році 32 сторінки, які вціліли до наших днів, перевидані українською, англійською та французькою мовами. Презентація видання відбулася в Києві, у Софійському соборі.

## Видання
З уваги на ці легенди кириличну частину євангеліє друковано тричі факсимільно:
- «Sylvestre de Sacy, Evangeliaire slave…», Париж 1843
  - 1 вид. (передрук Ганки у Празі 1846), 1852;
  - 2 вид. (виправлення помилок подав Лось ASPh 9 кн. 1886[прояснити]) — на кошти царя Миколи І;
- Leger L. L'Evangéliaire slavon de Reims …", Реймс-Прага 1899.

Мову Реймського Євангеліє вивчали Петро Раковський-Білярський (1847, що кириличну частину визначив як румунську копію XIV ст. з сербсько-болгарського оригіналу) та Олексій Соболевський («Русский Филологический Вестник», ч. 18, 1887, що уважав її сх.-слов. відписом 11 — XII ст.).

## Галерея

Реймське Євангеліє, глаголична частина
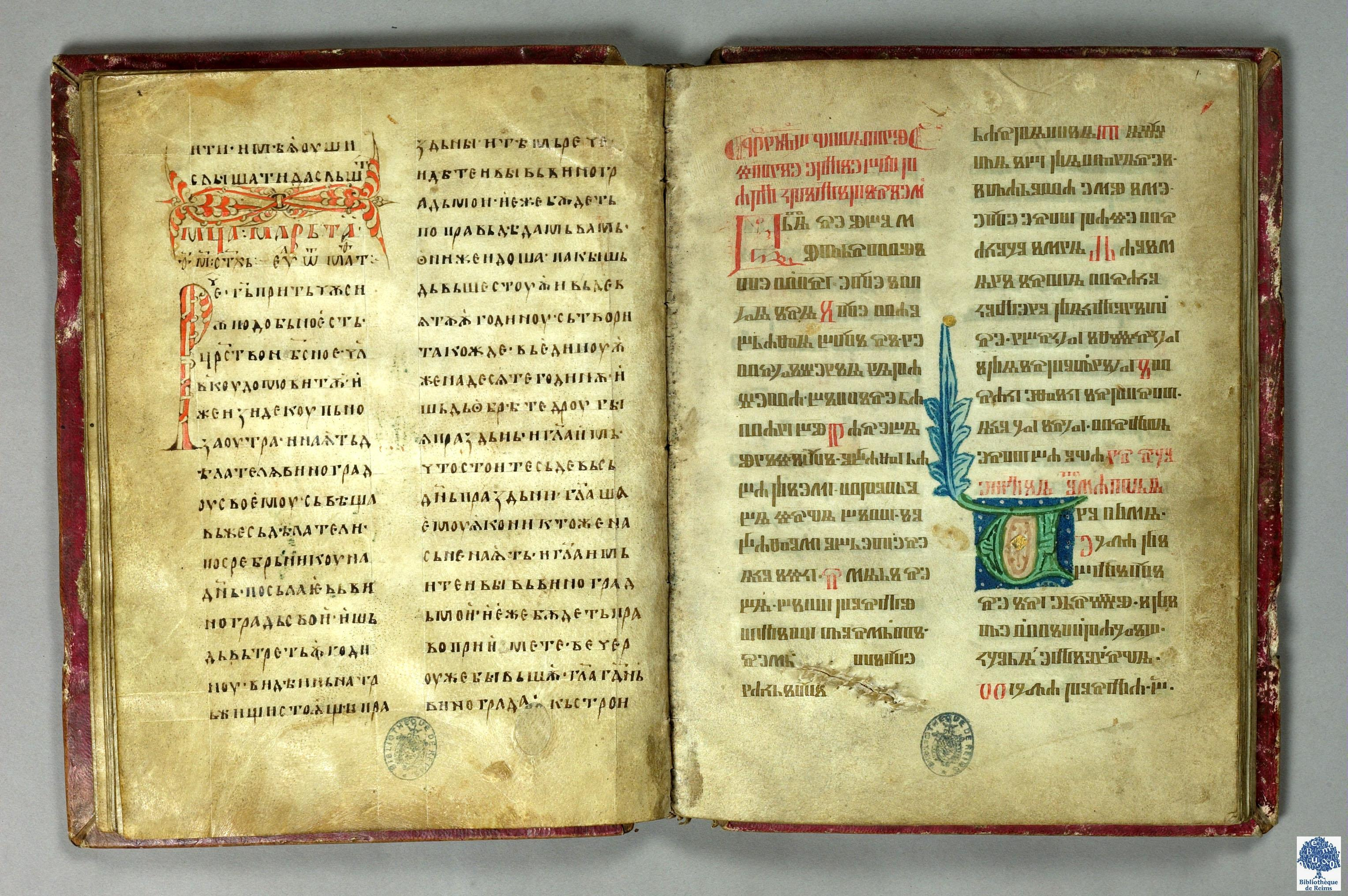
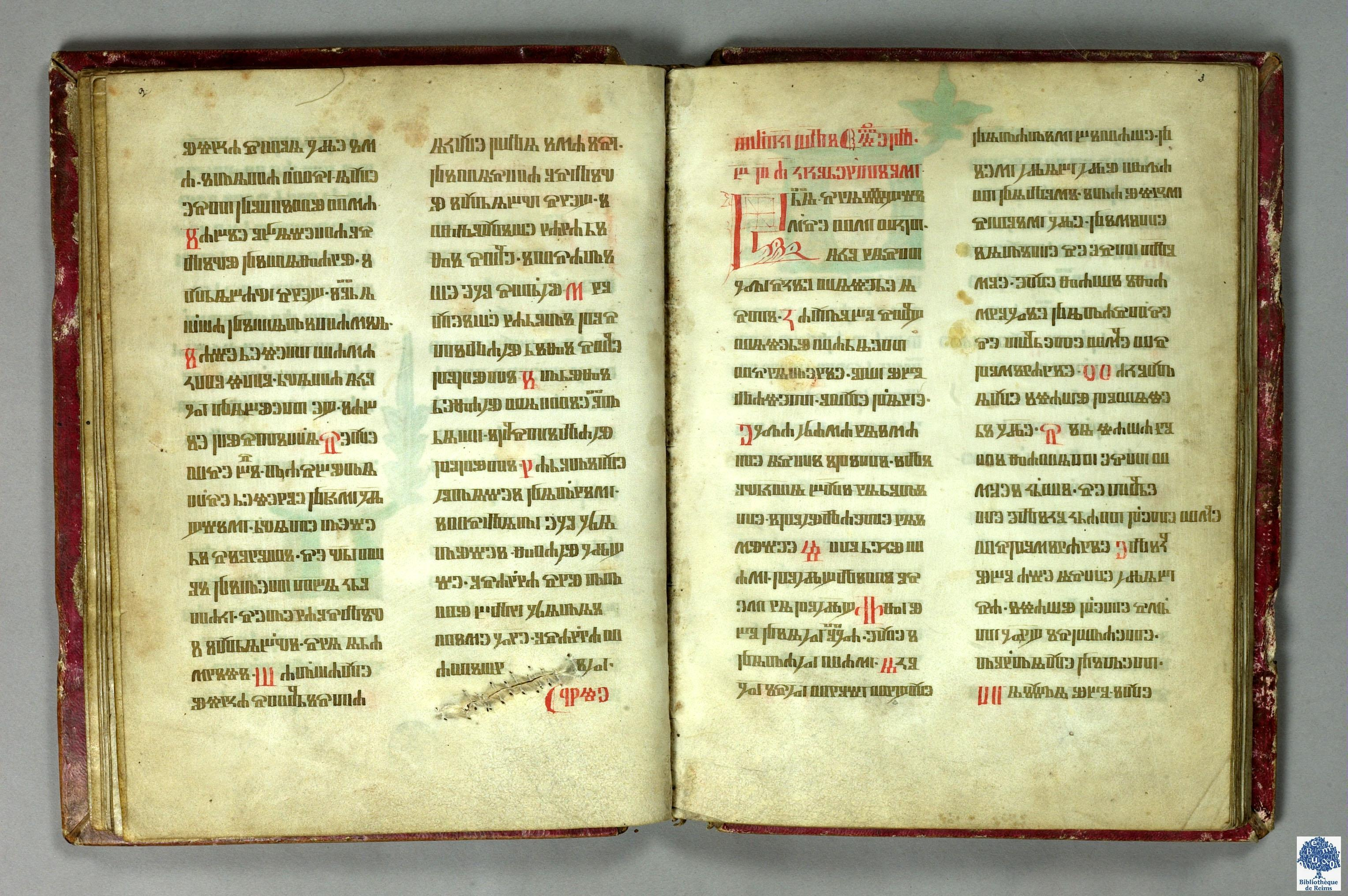
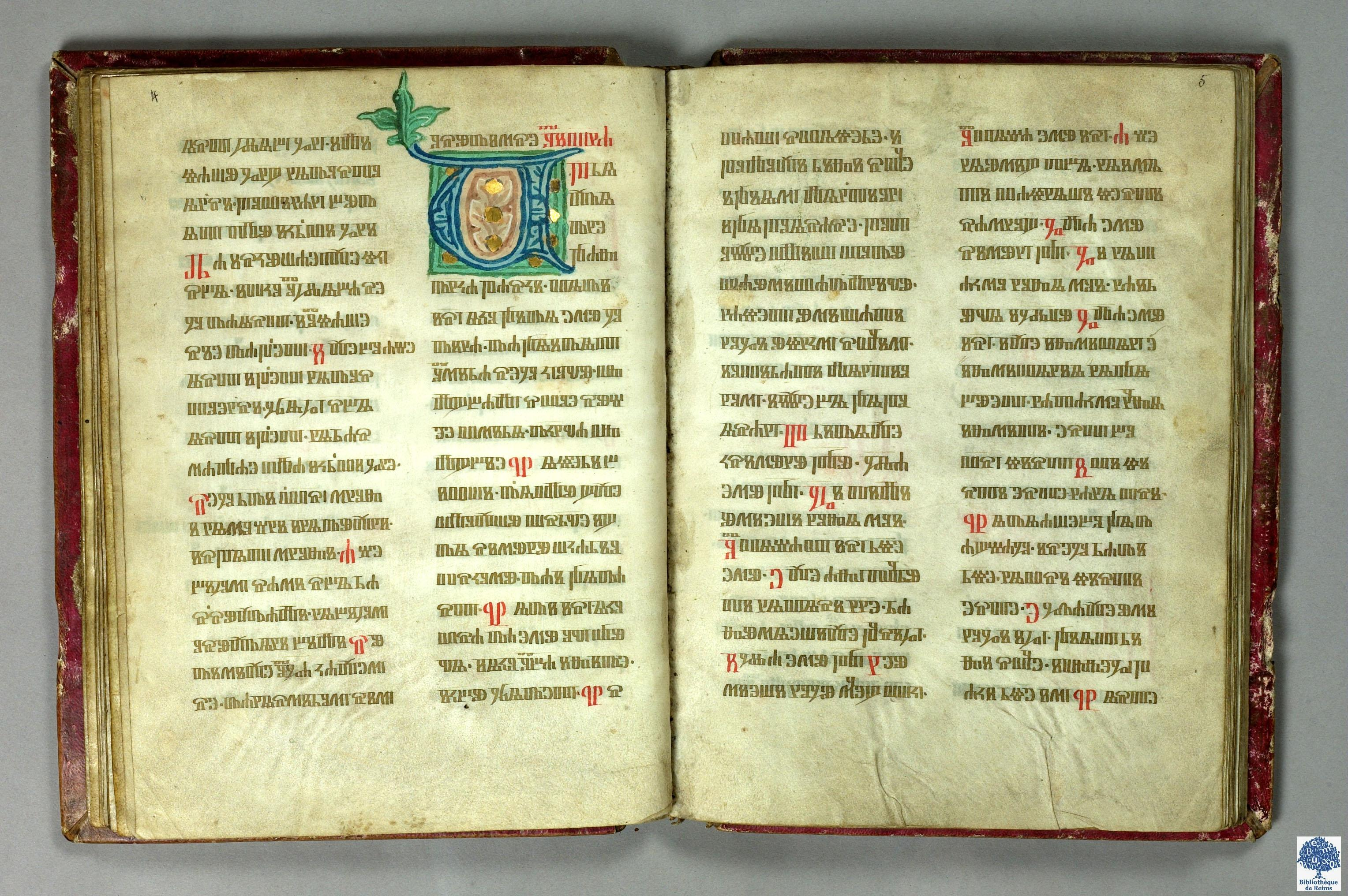
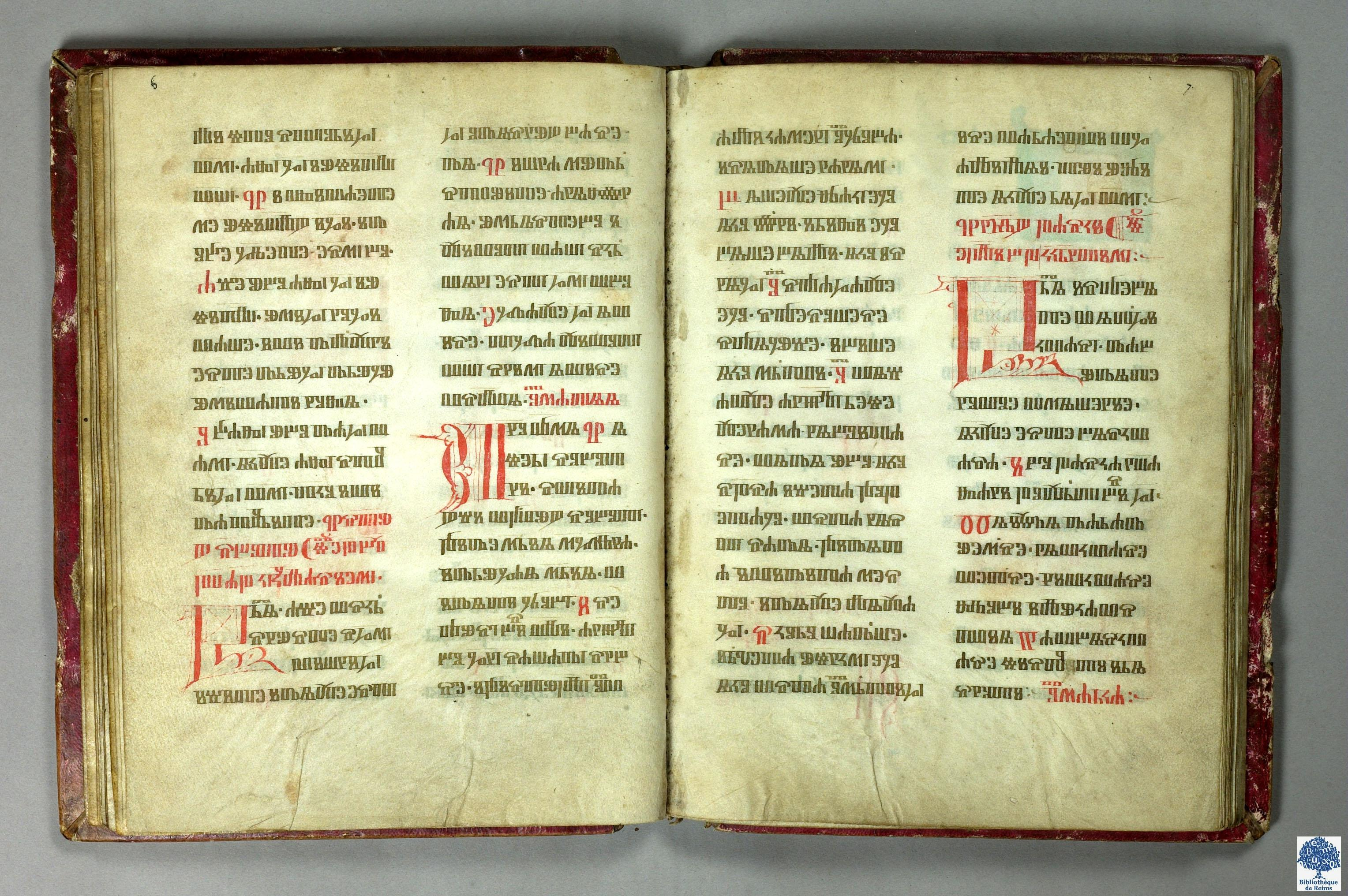
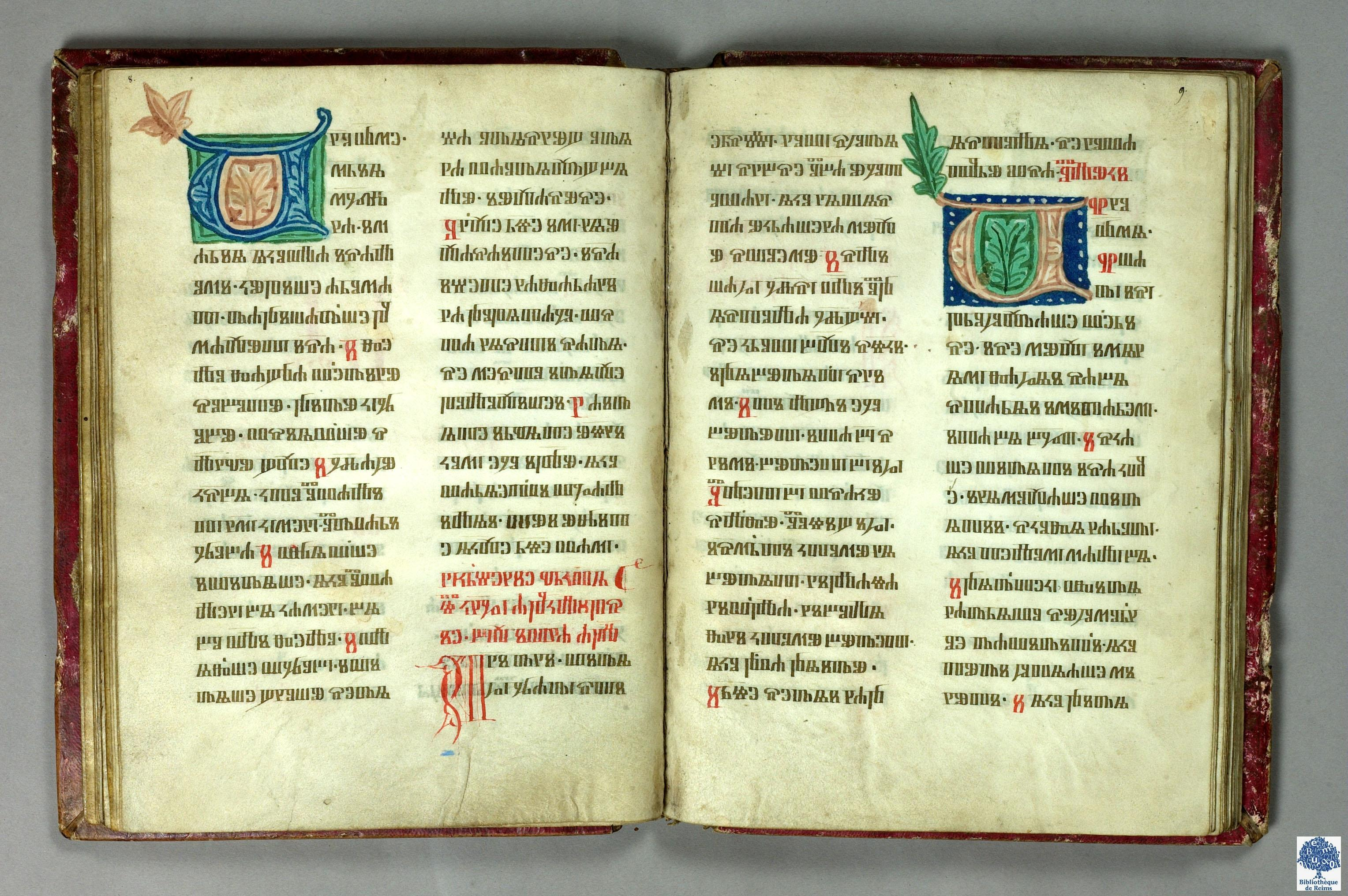
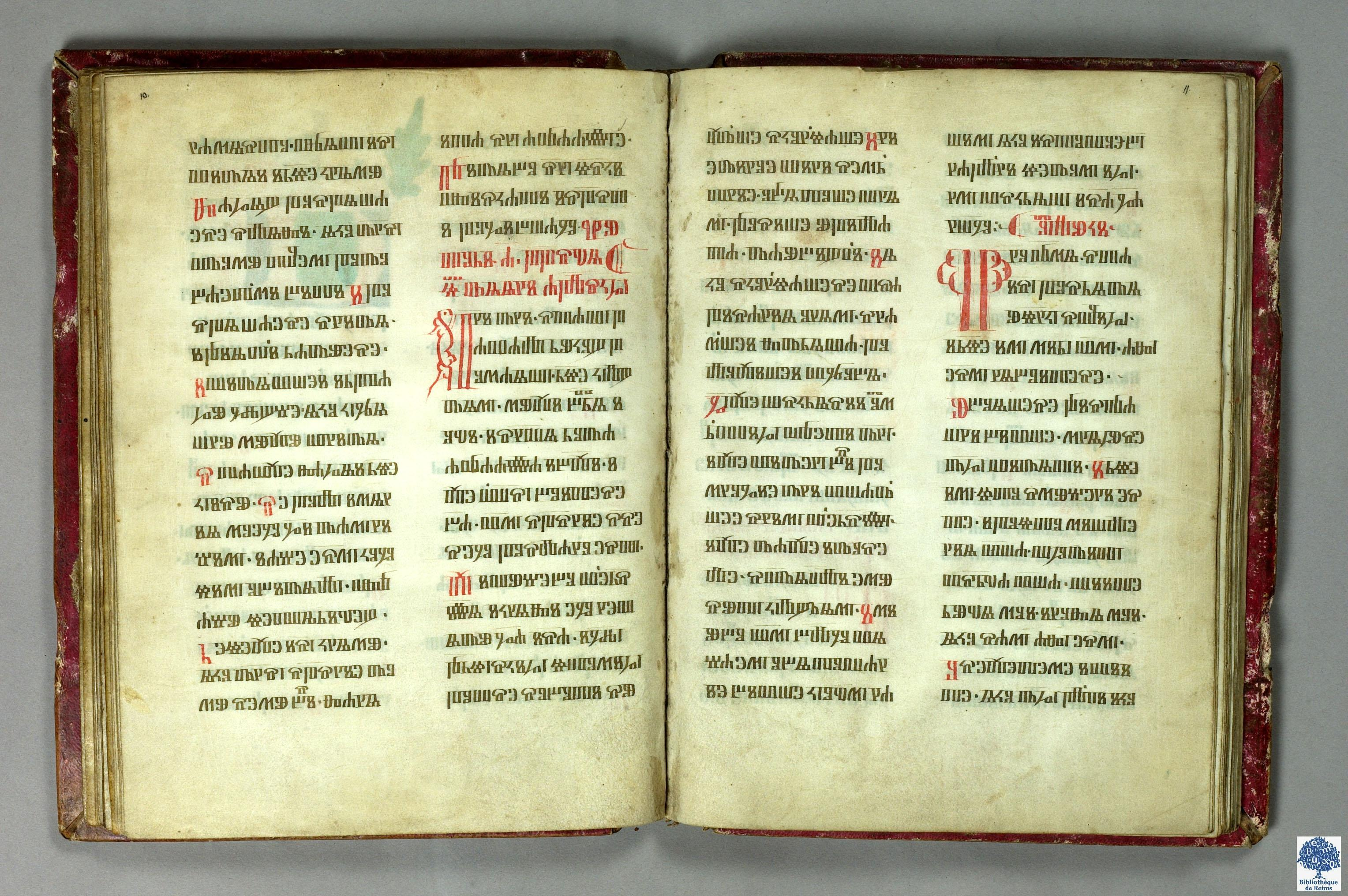
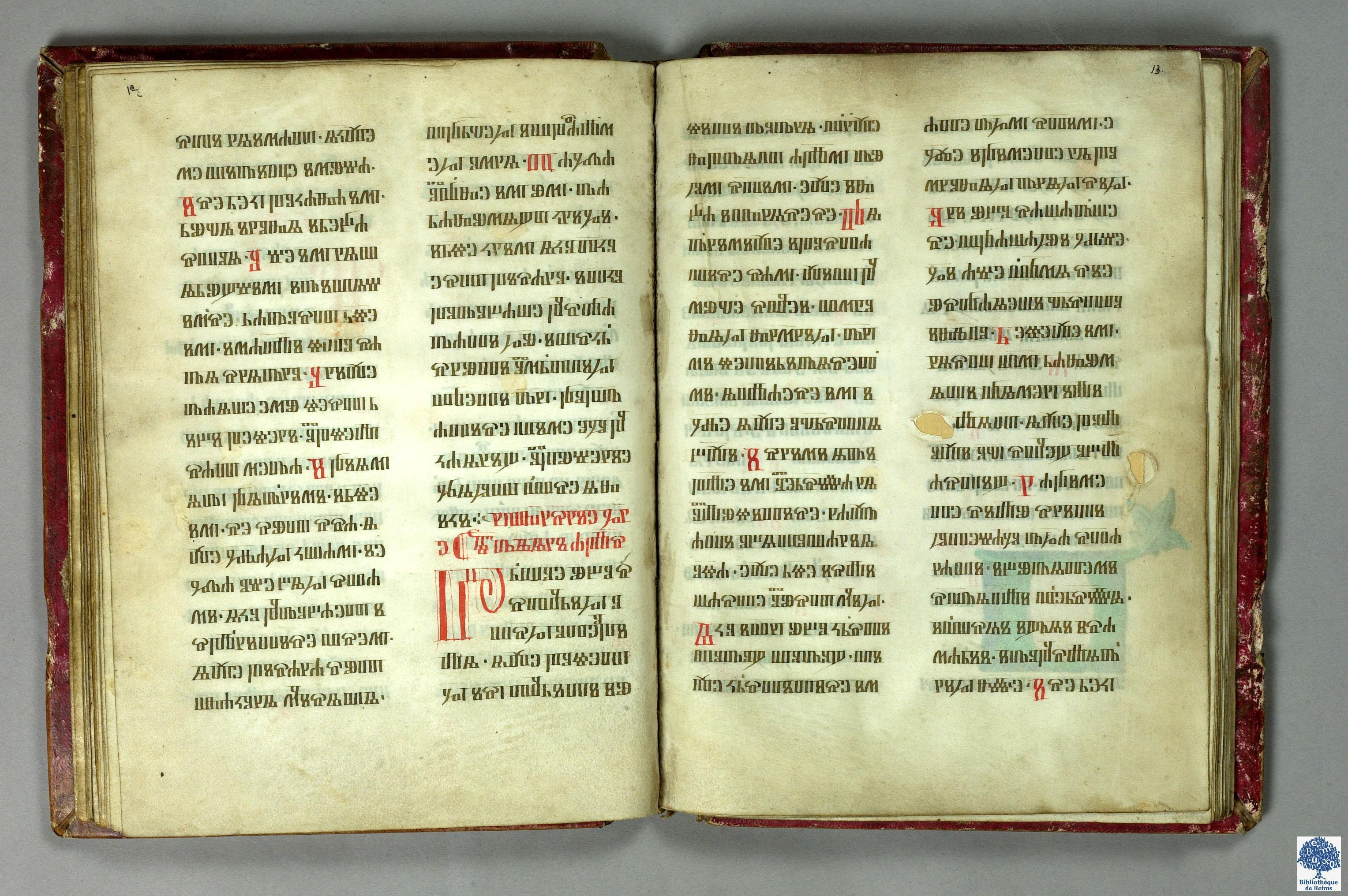
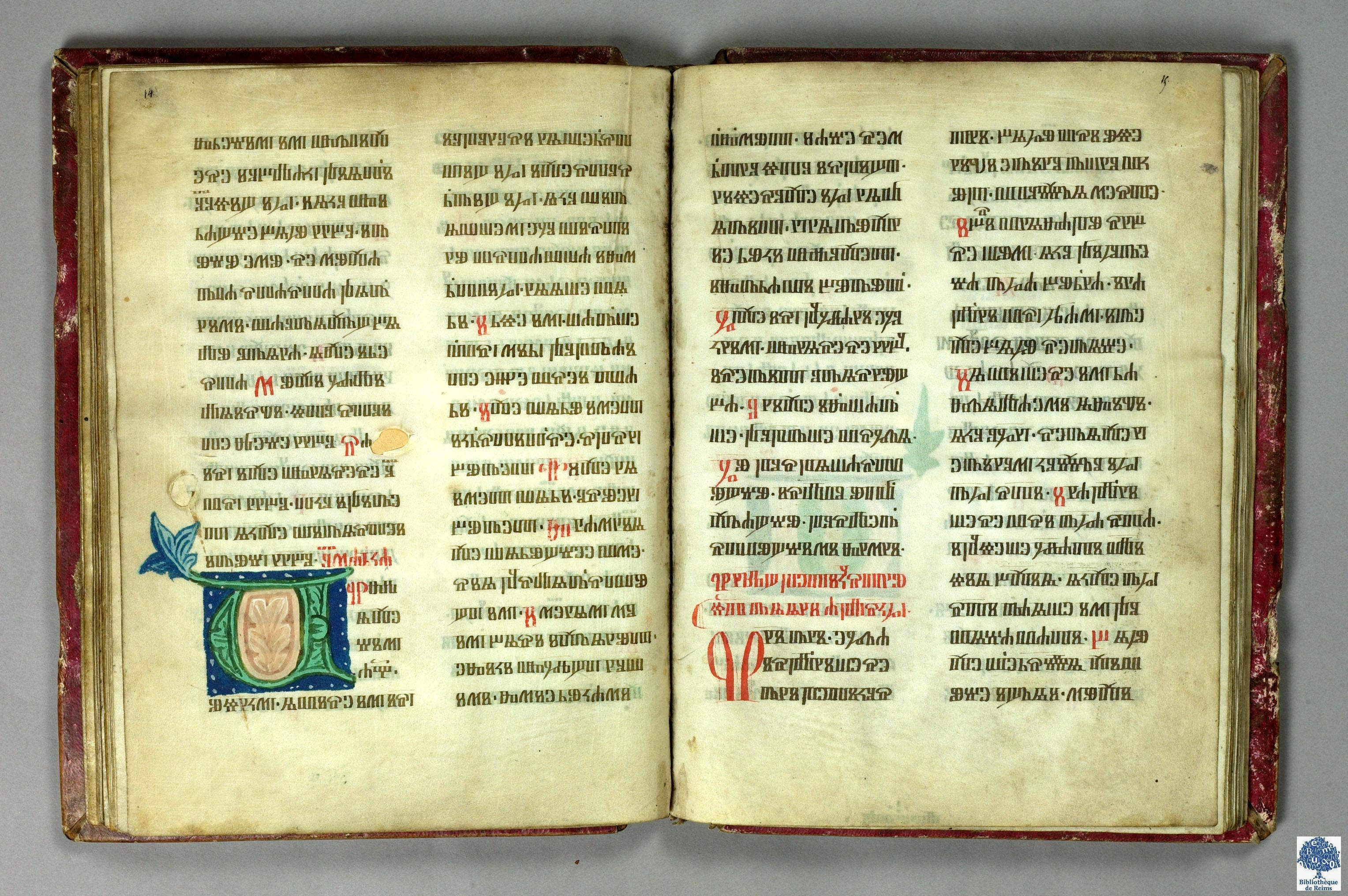
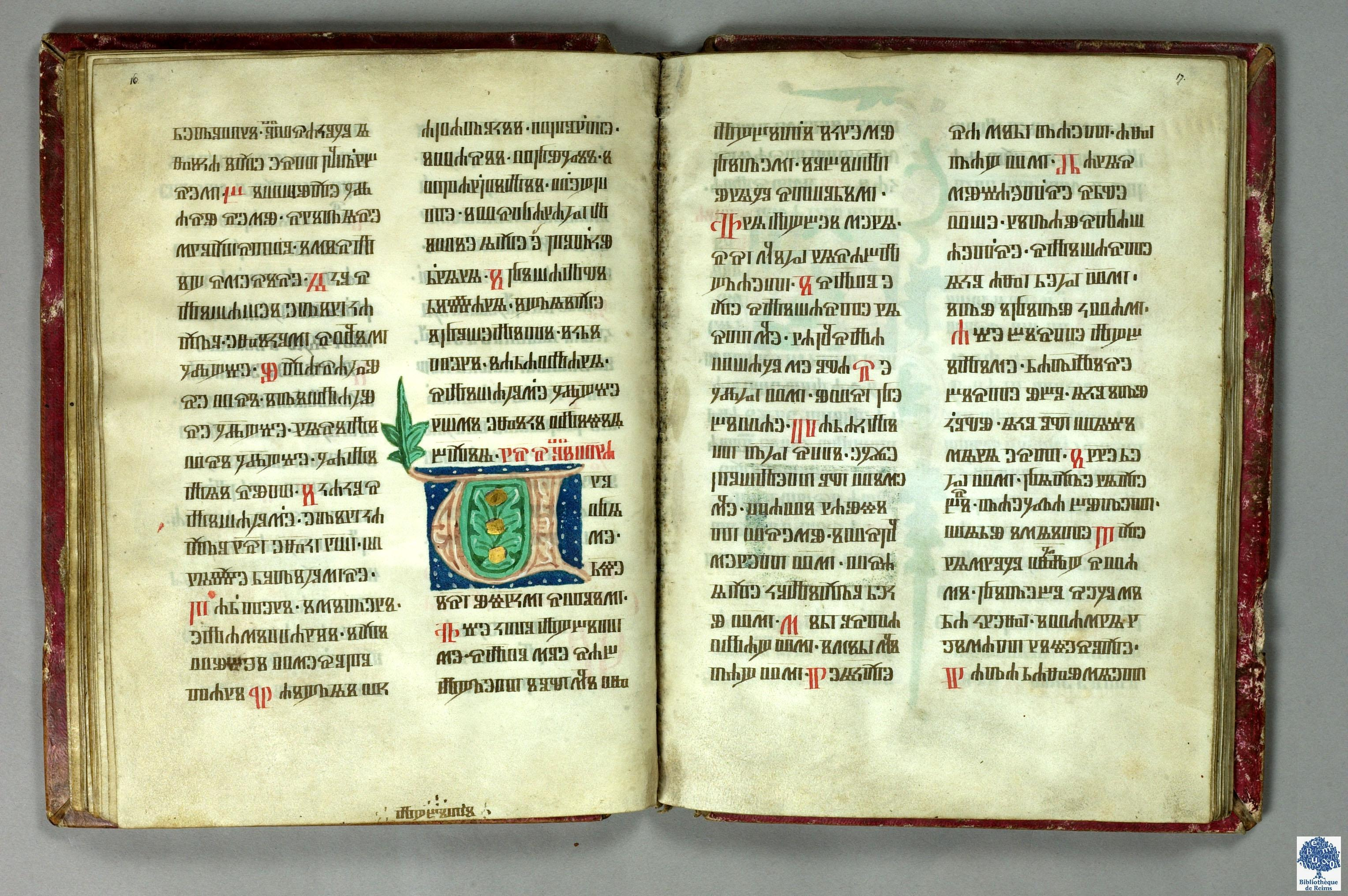
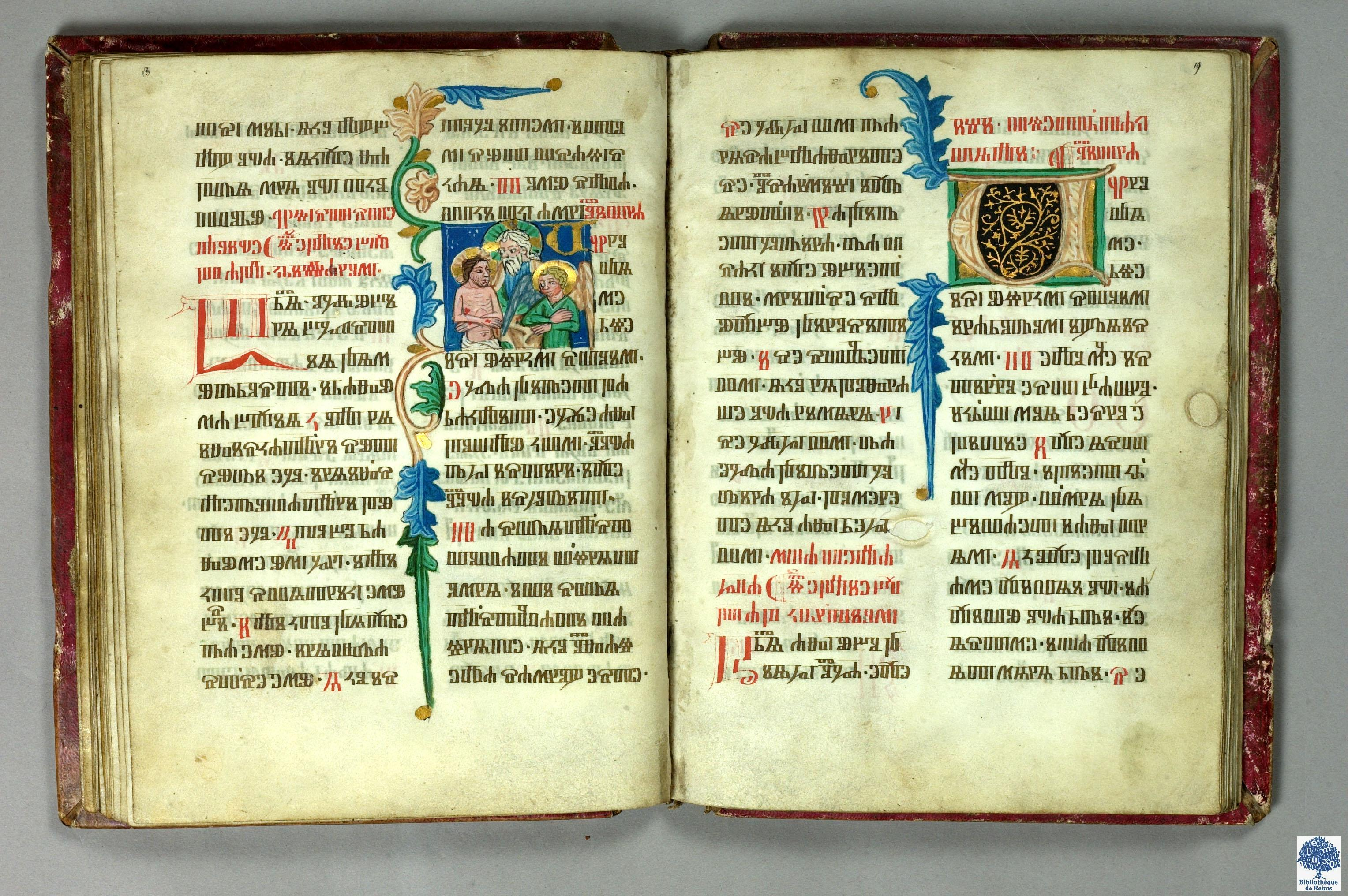
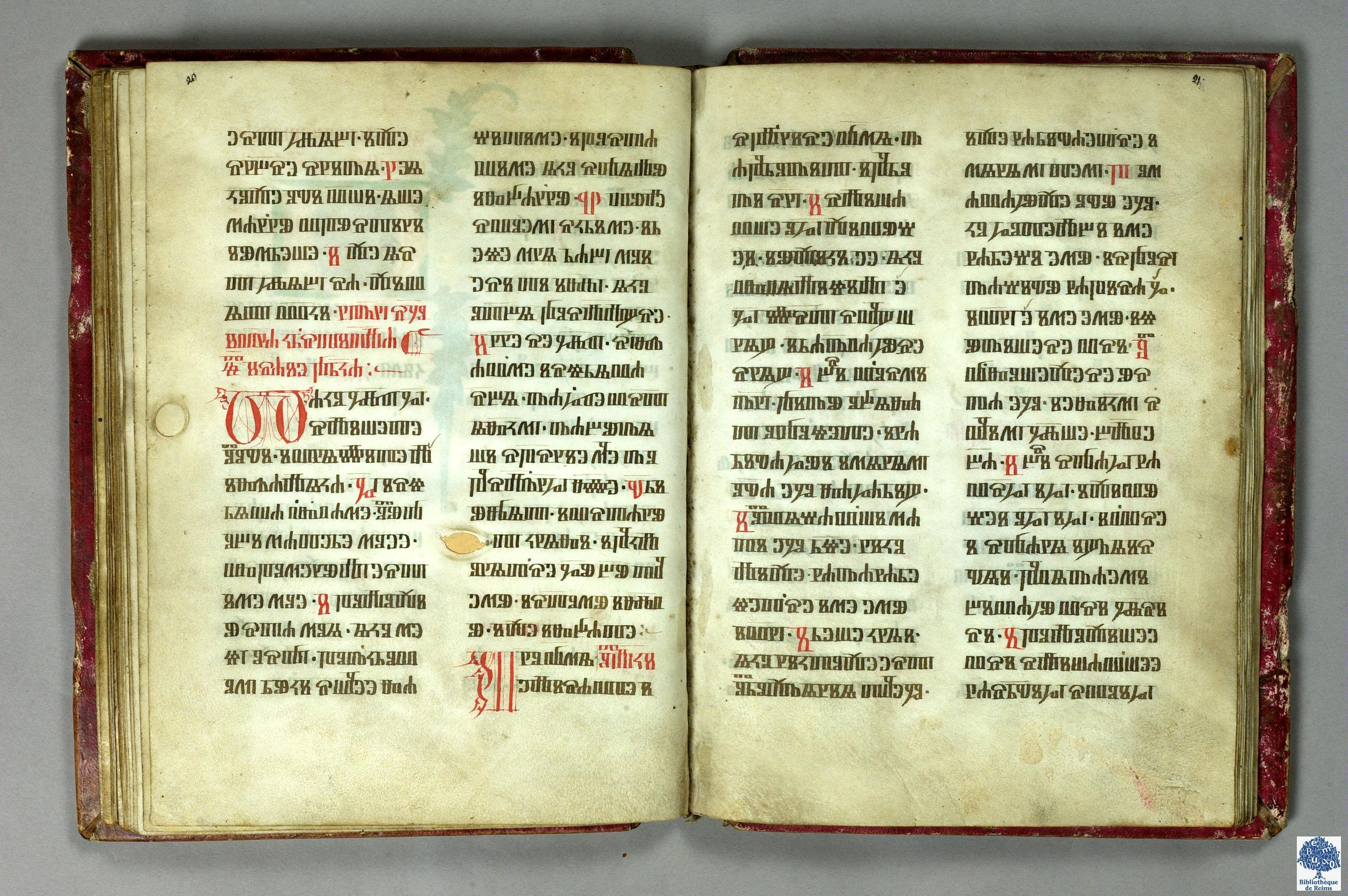
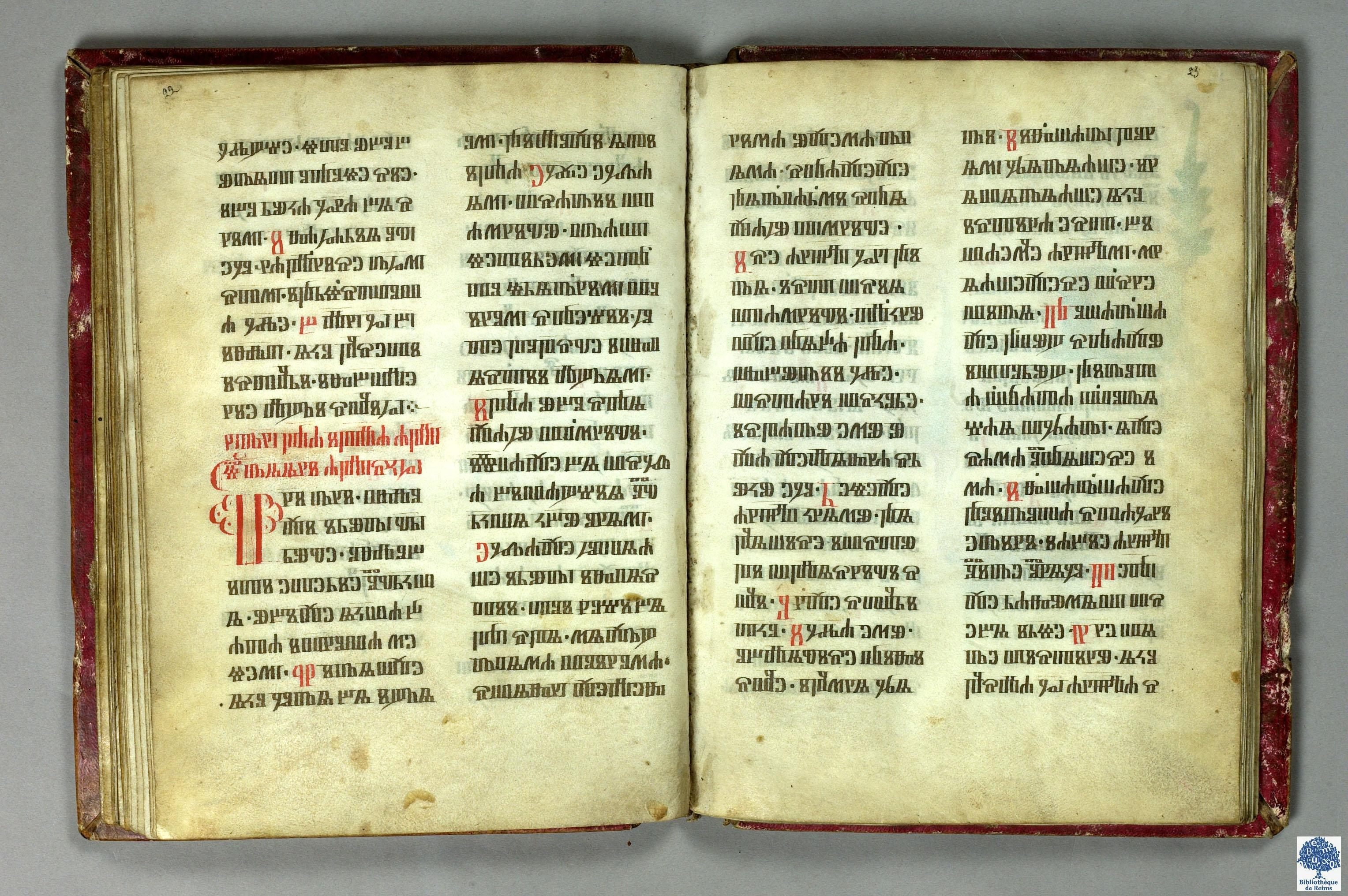
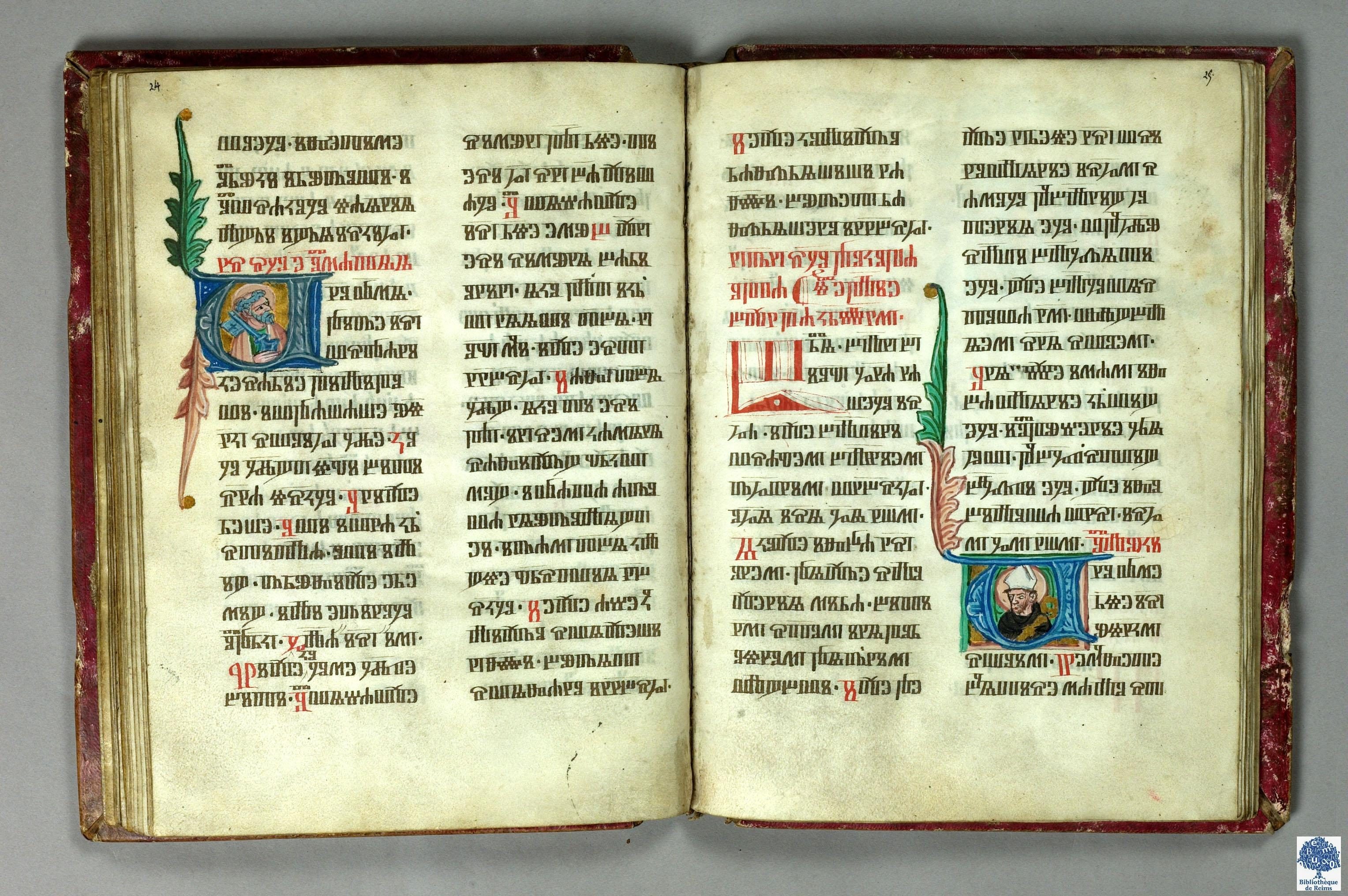
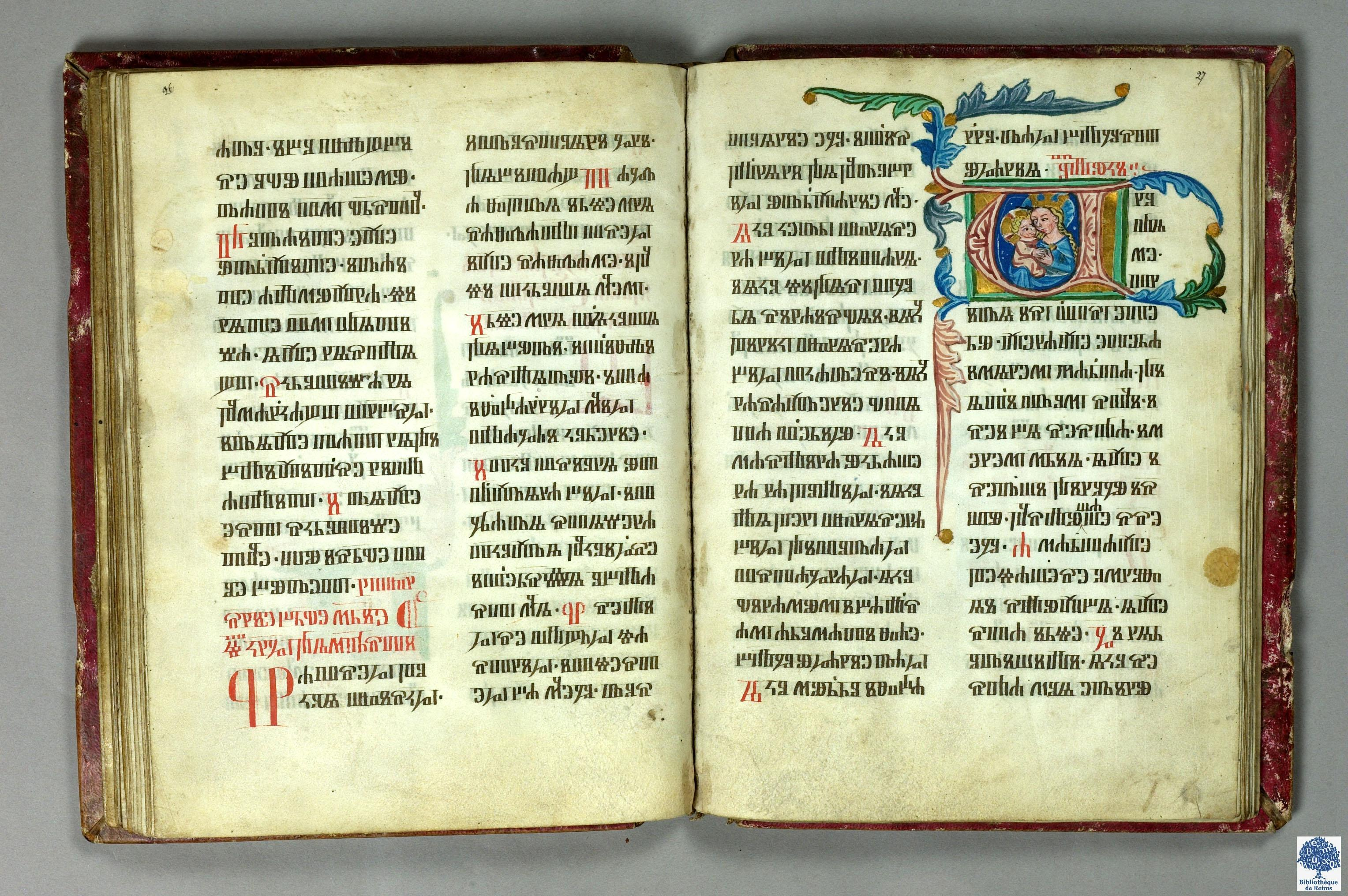
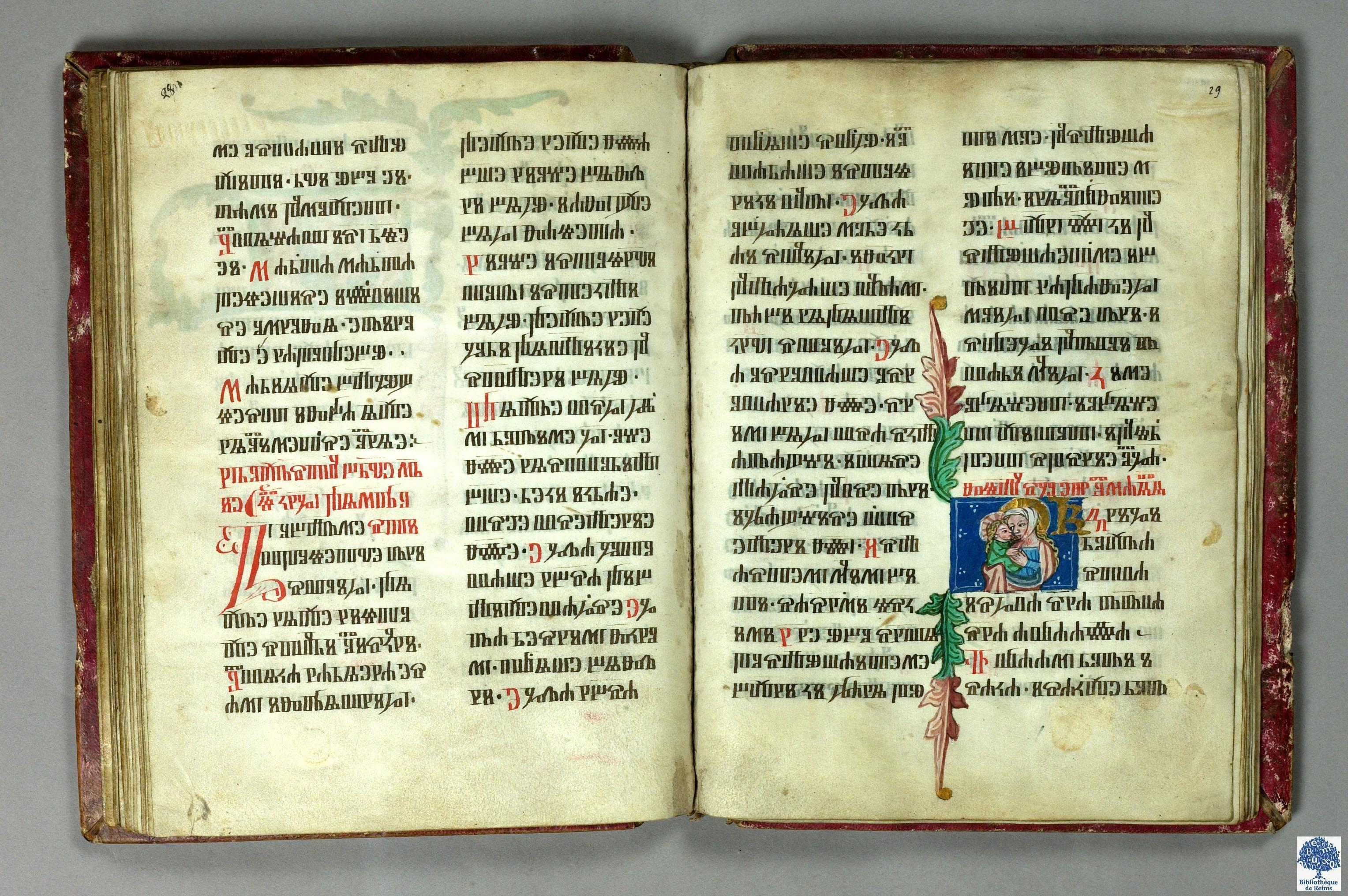
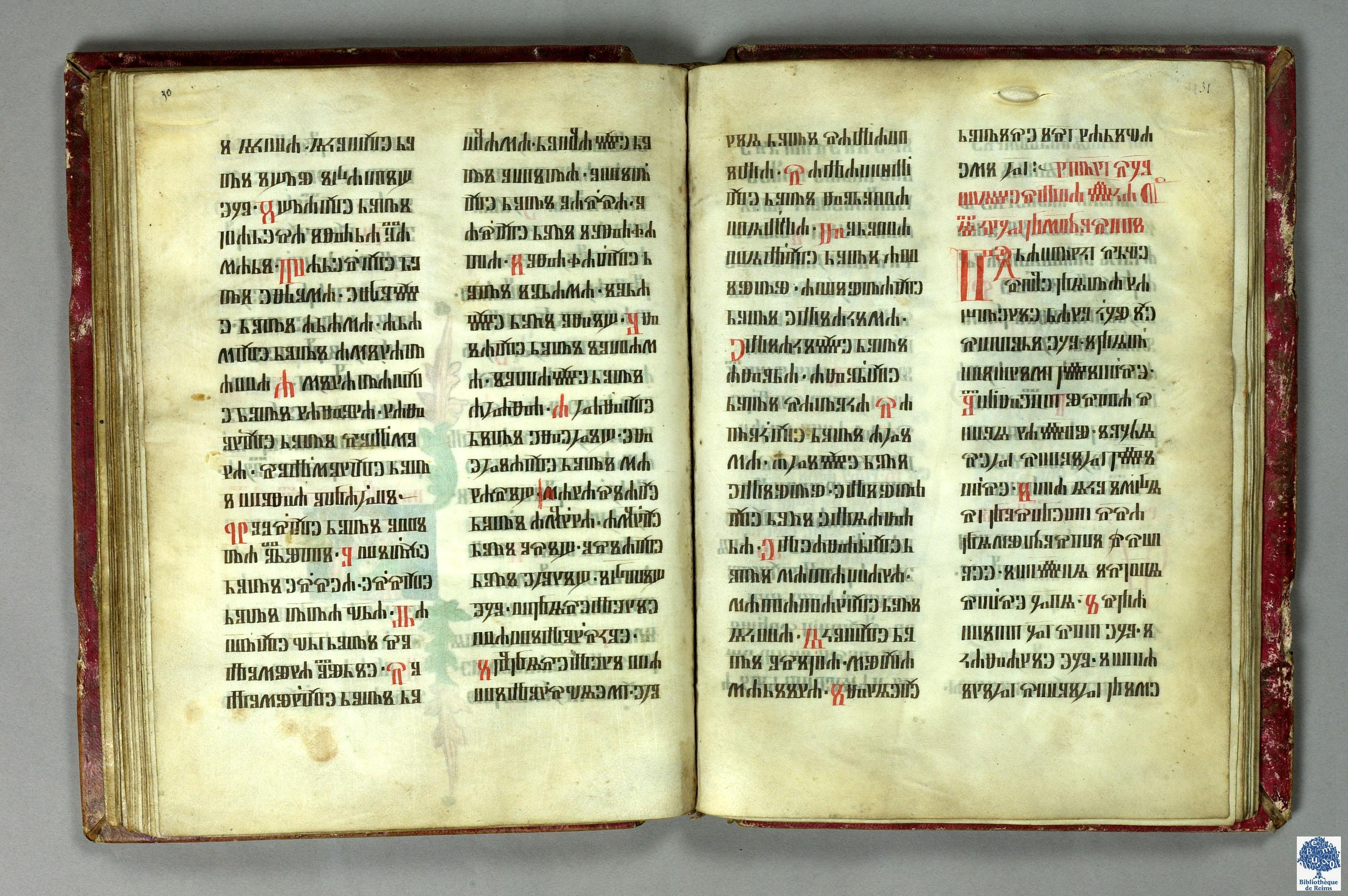
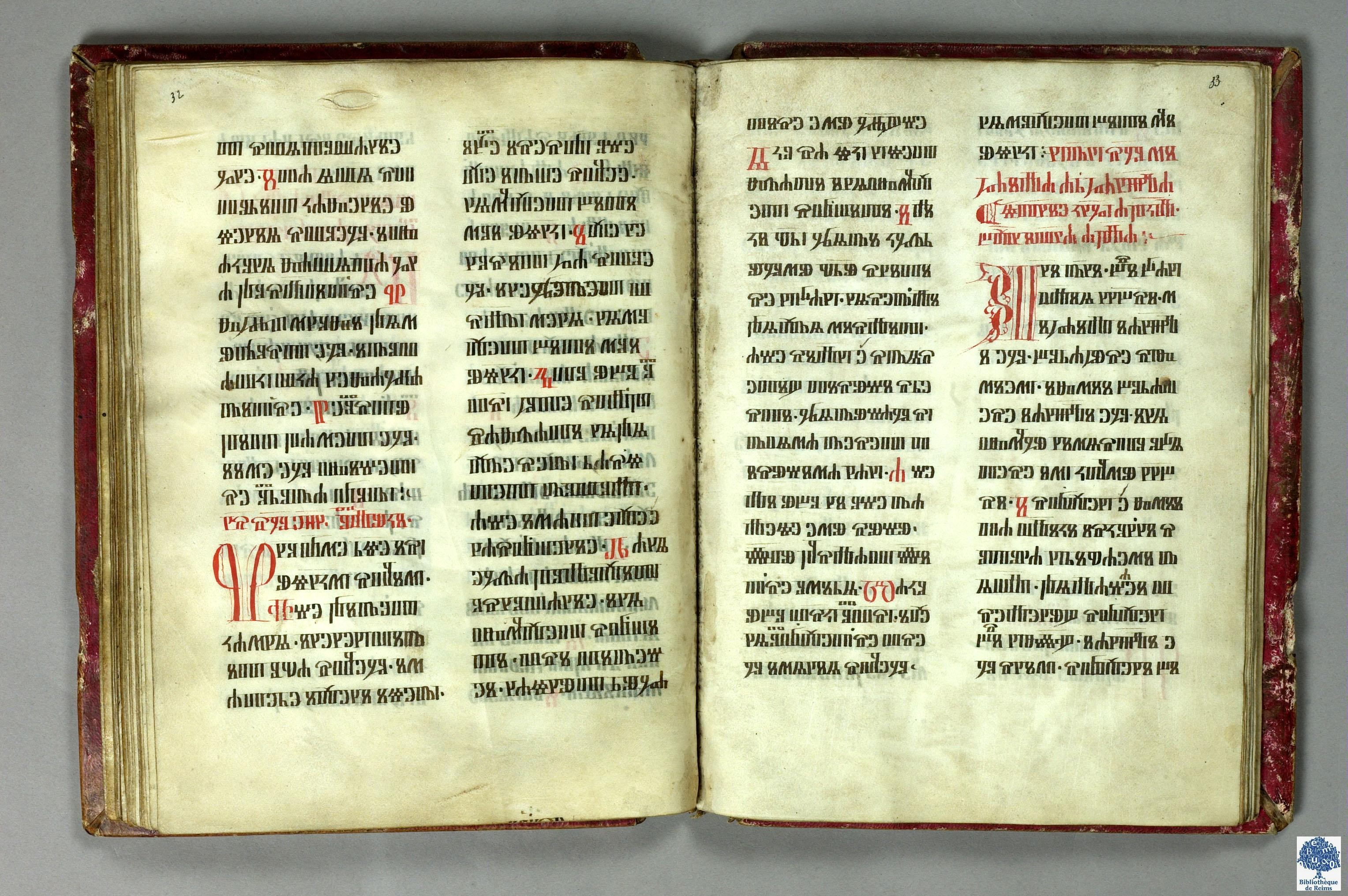
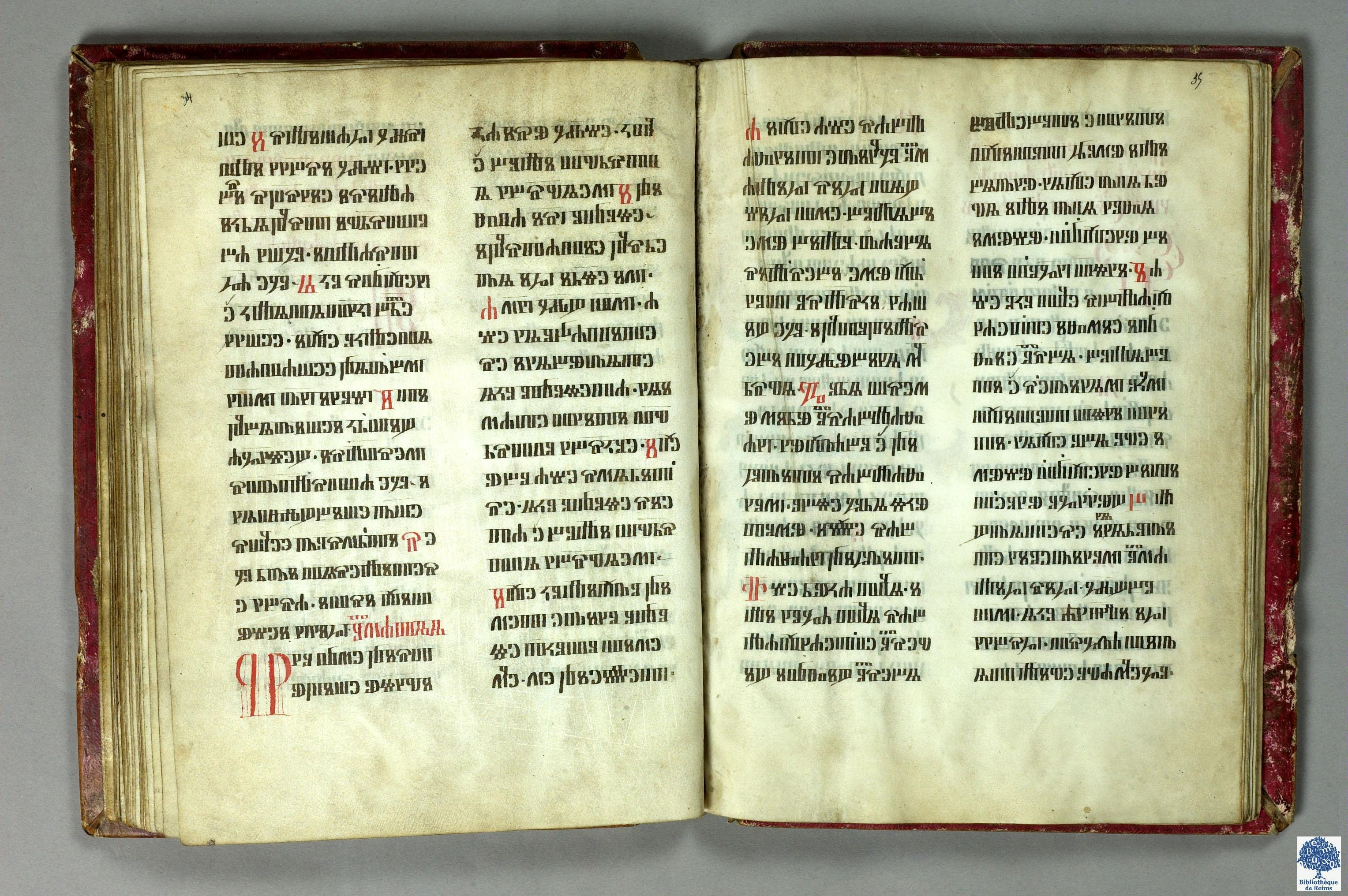
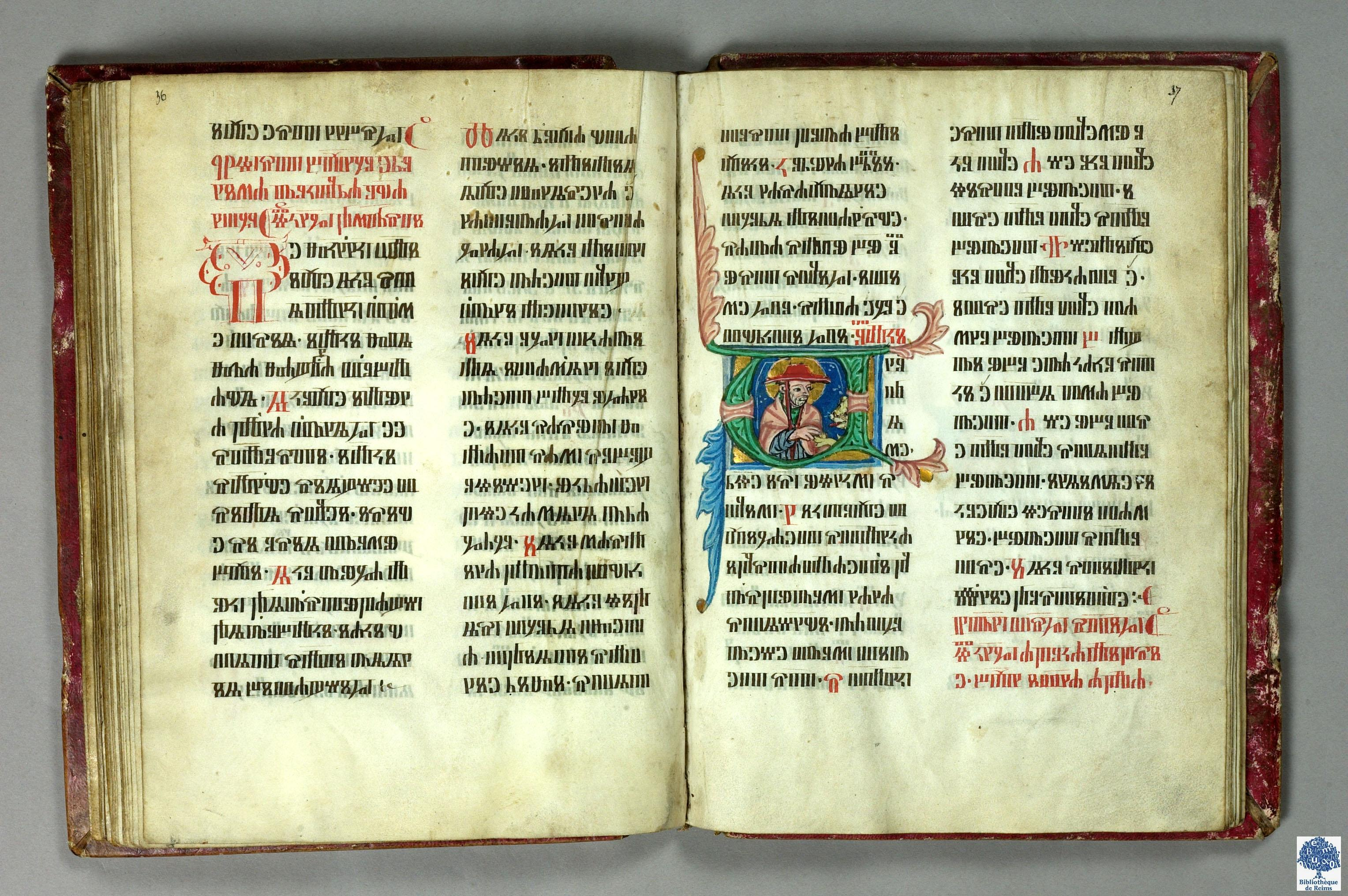
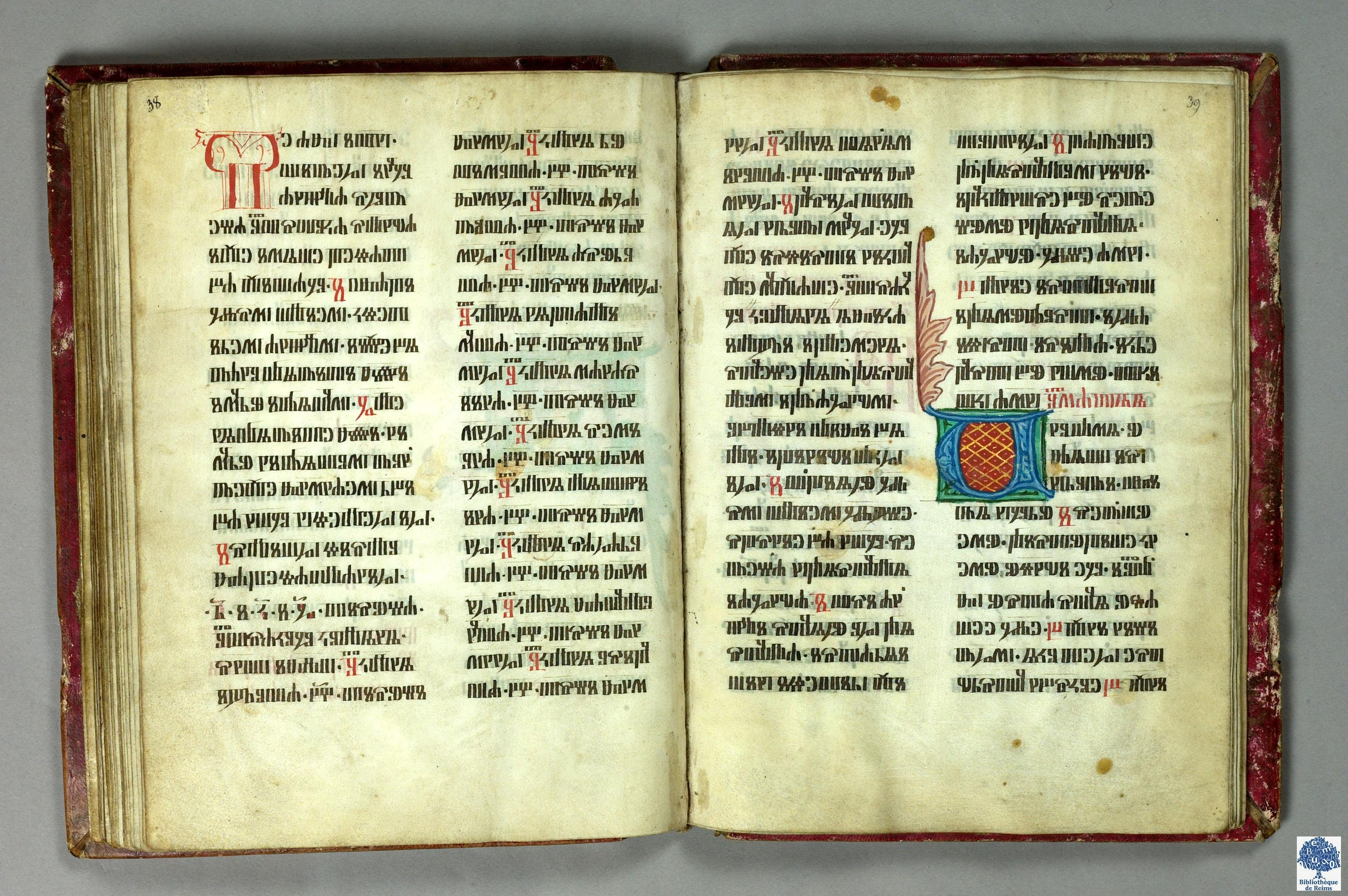
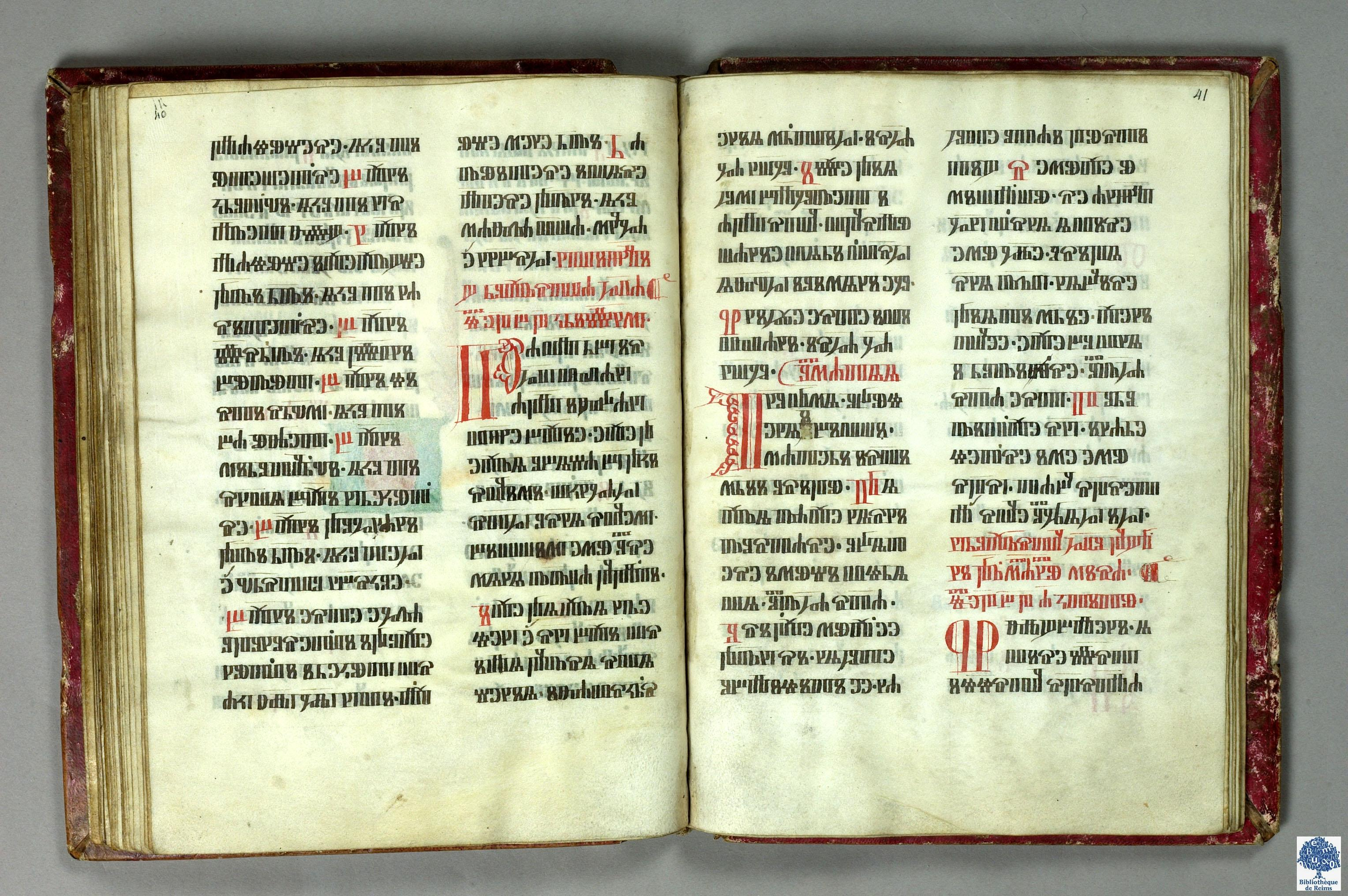
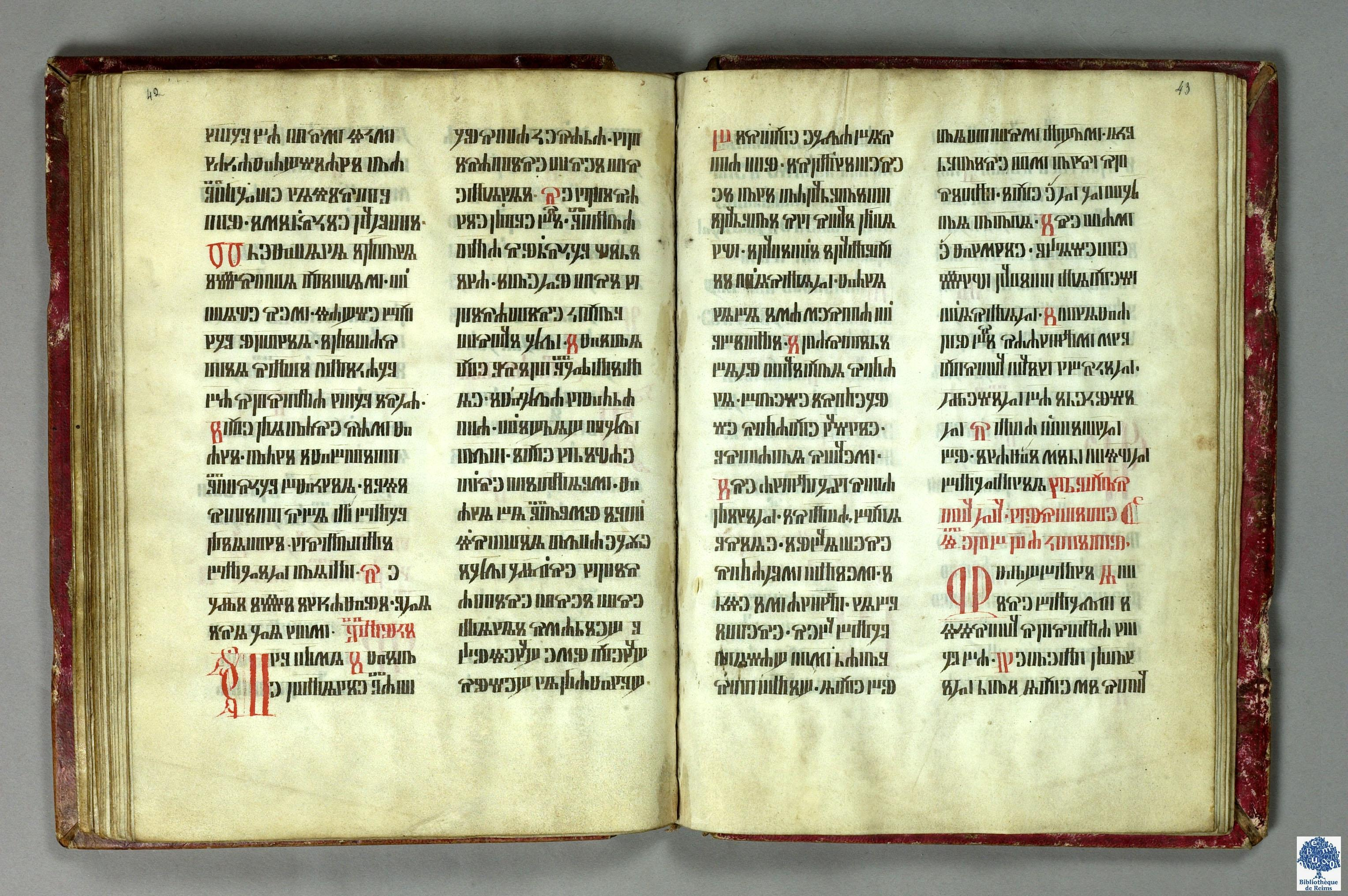
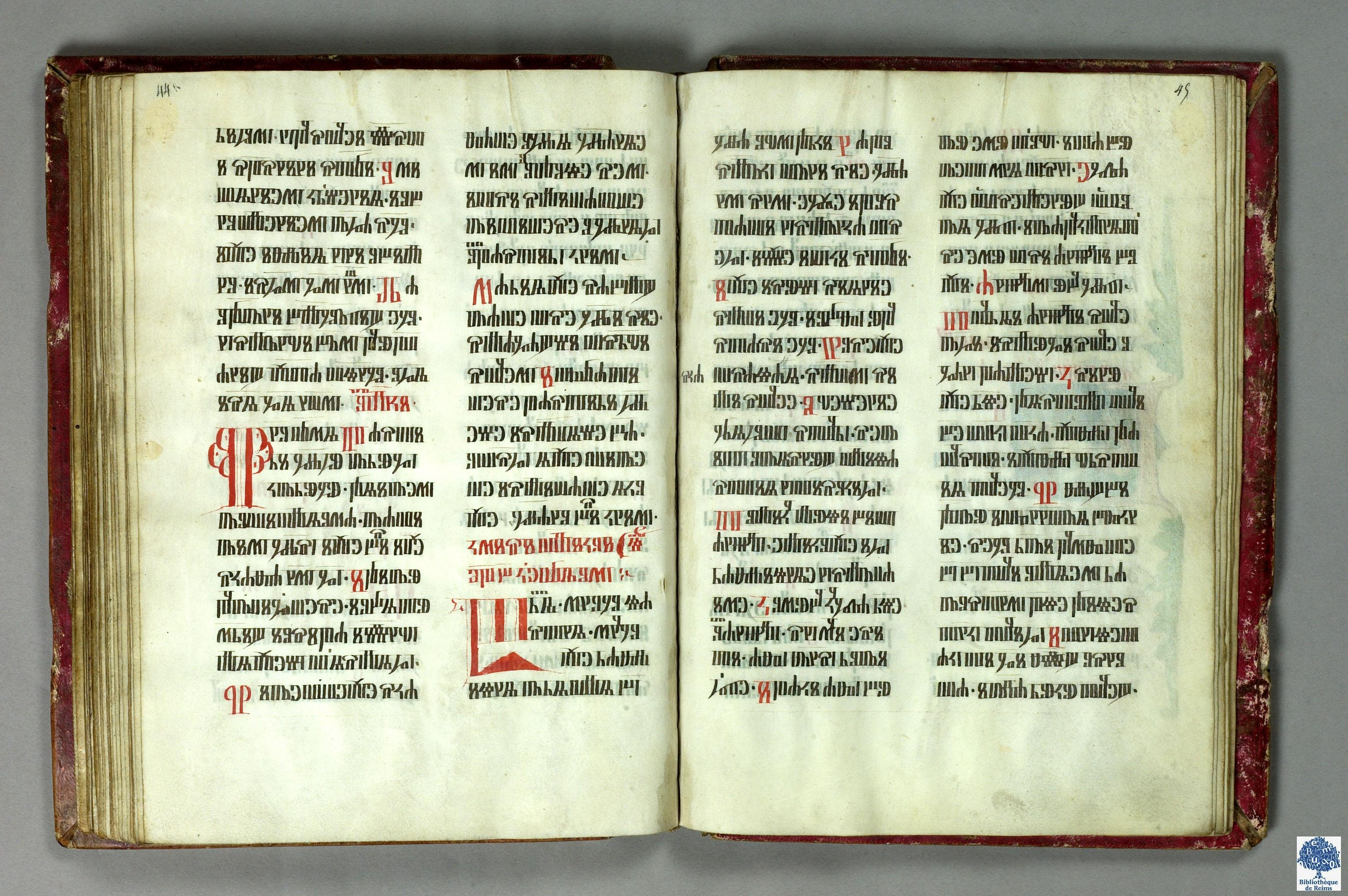
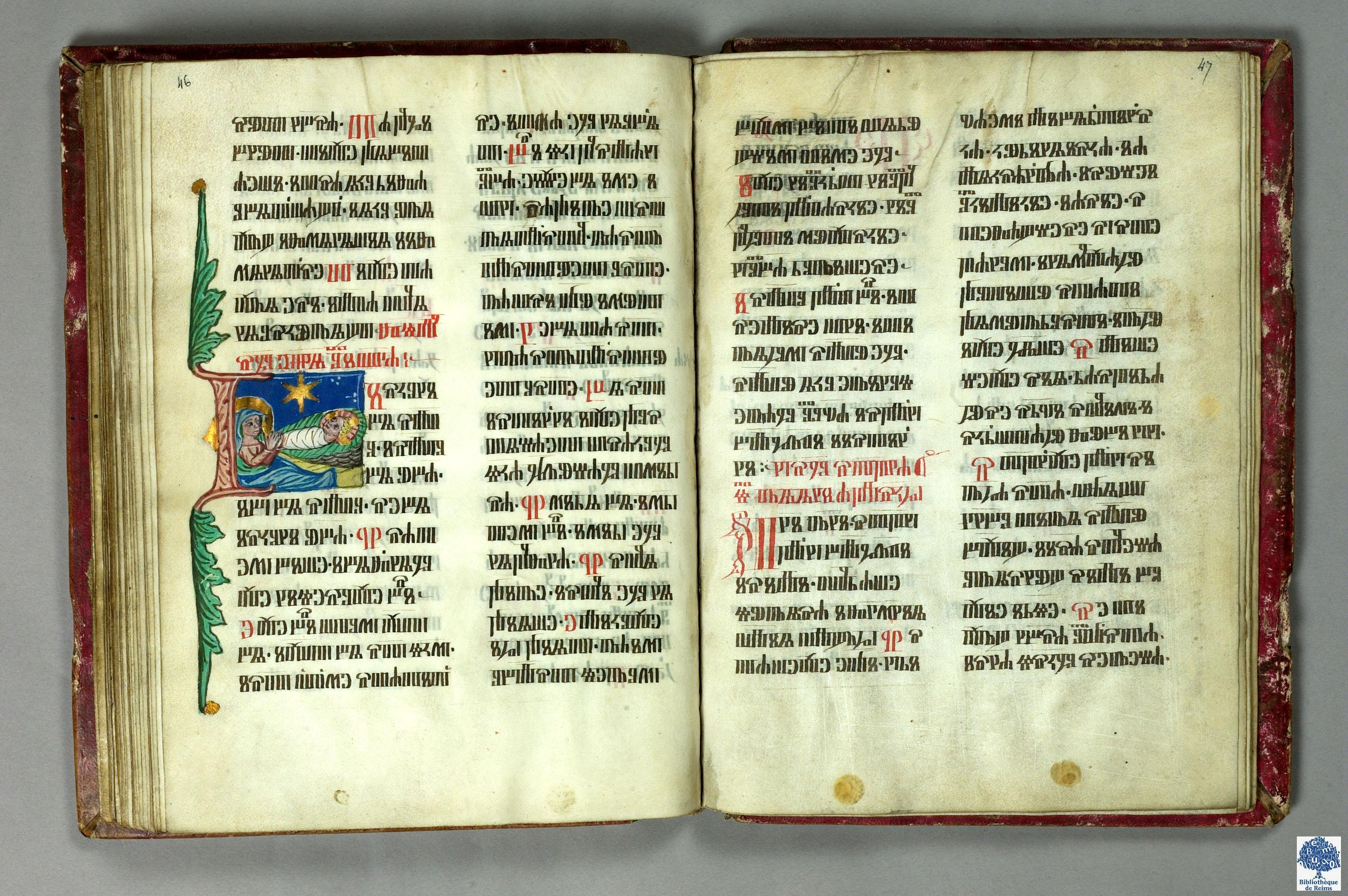
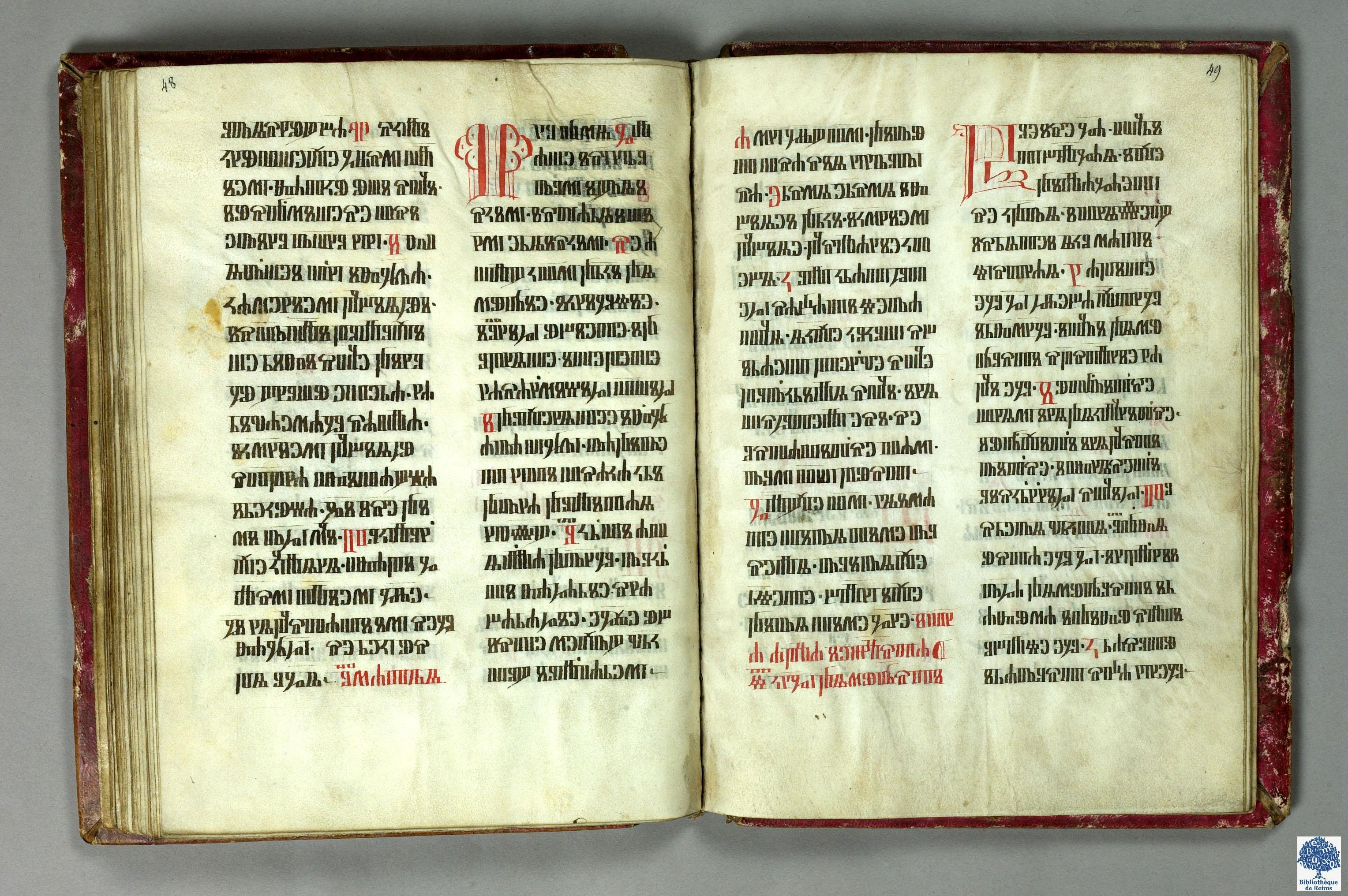
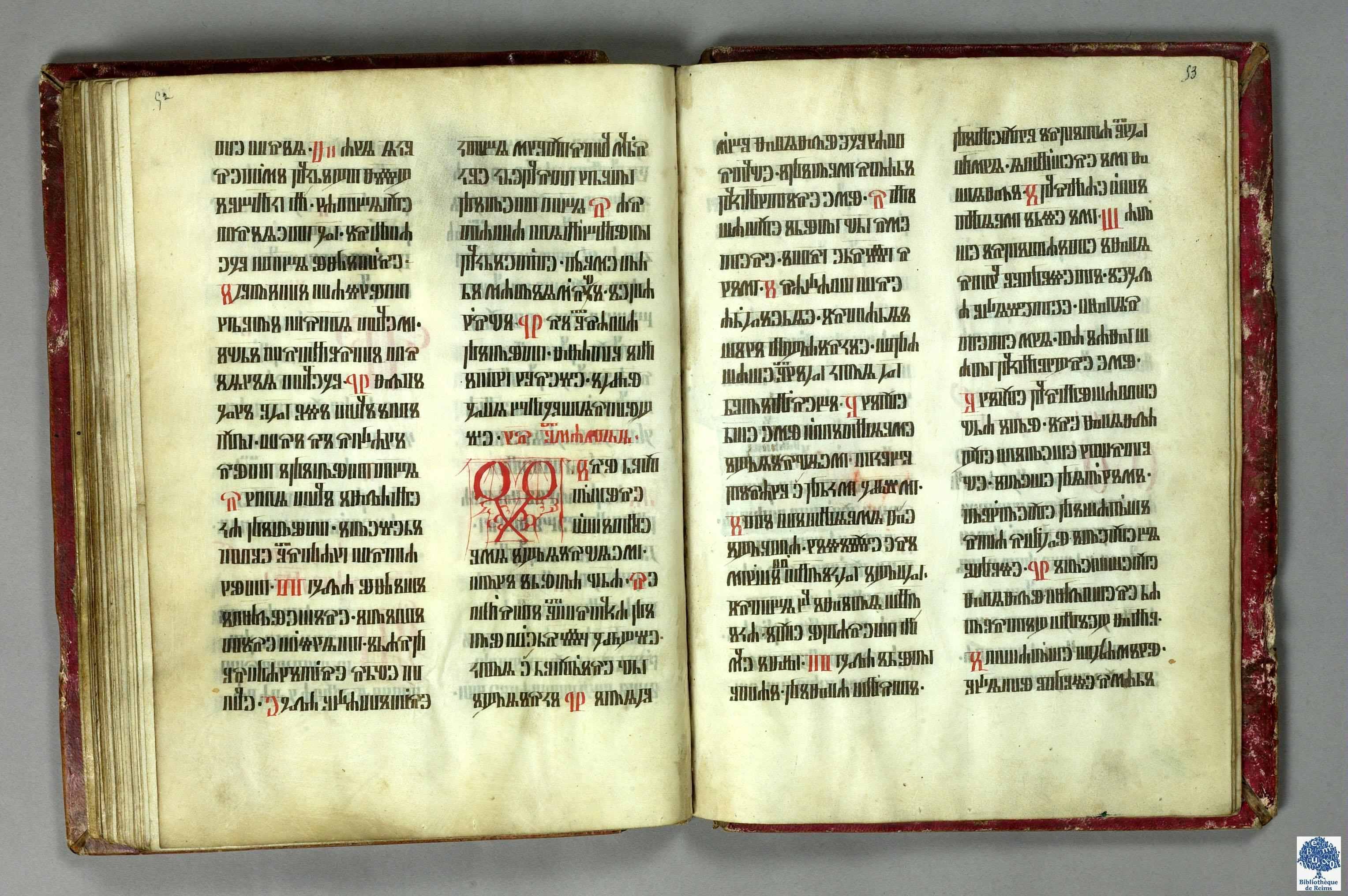
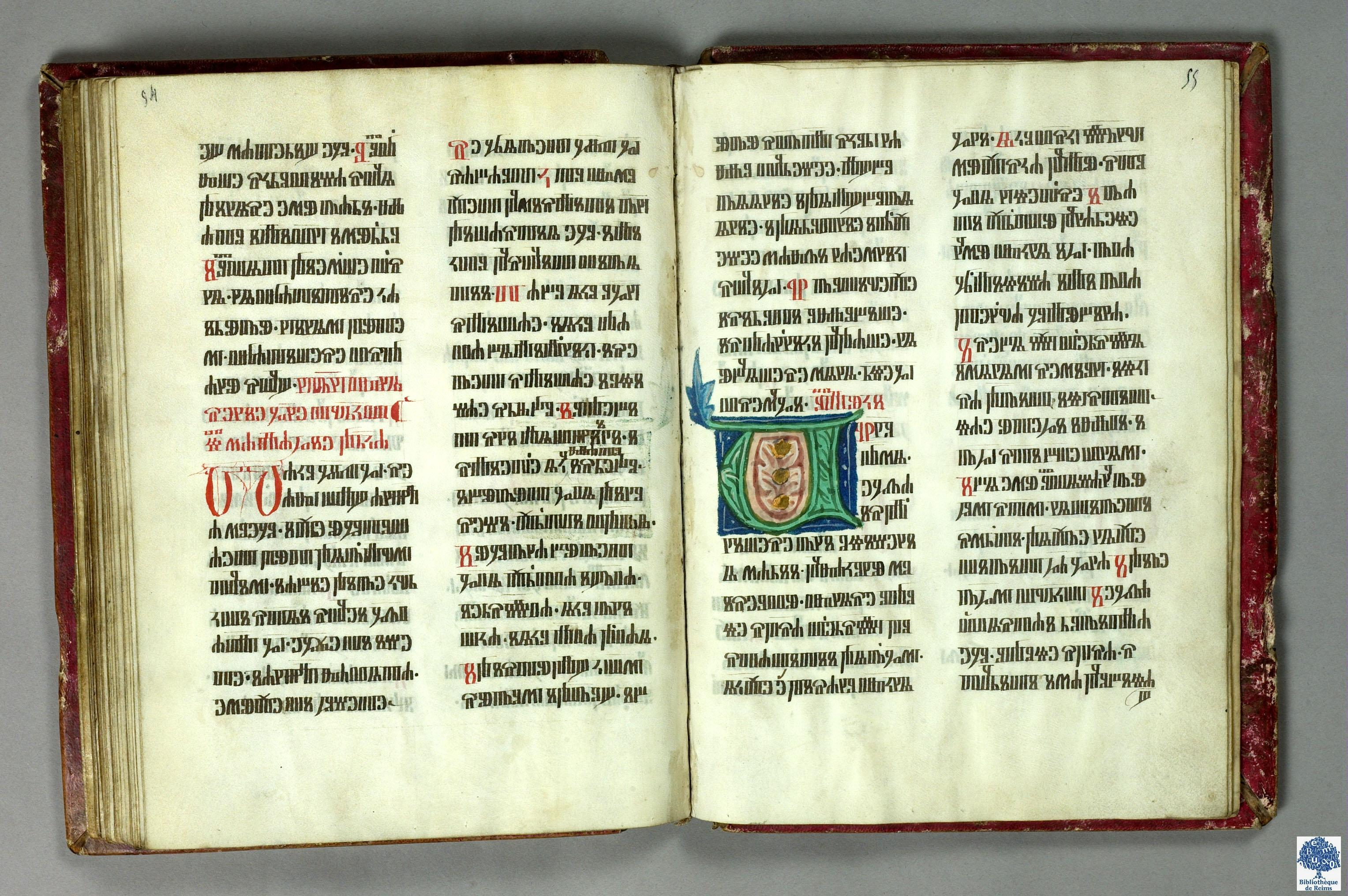
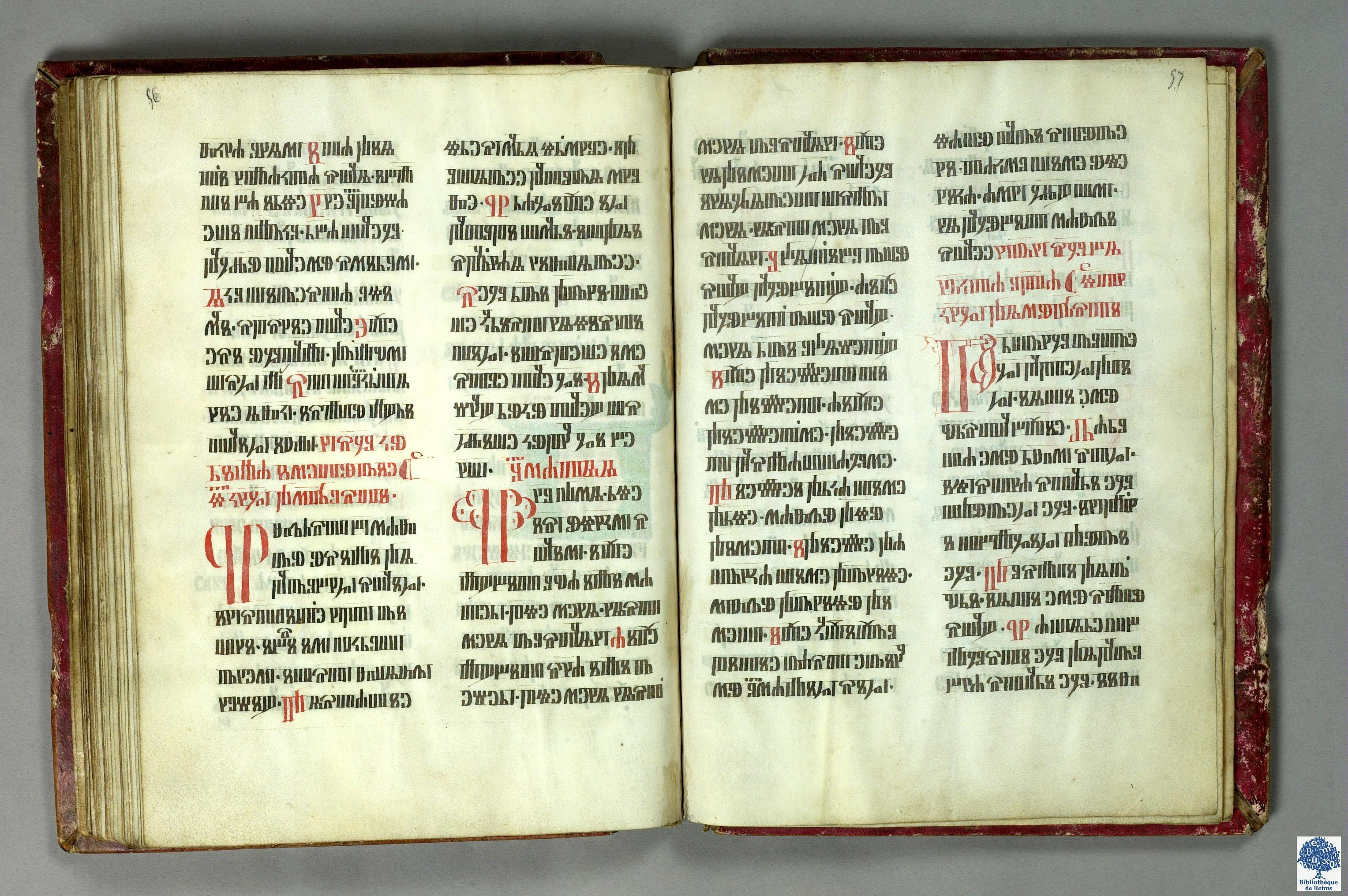
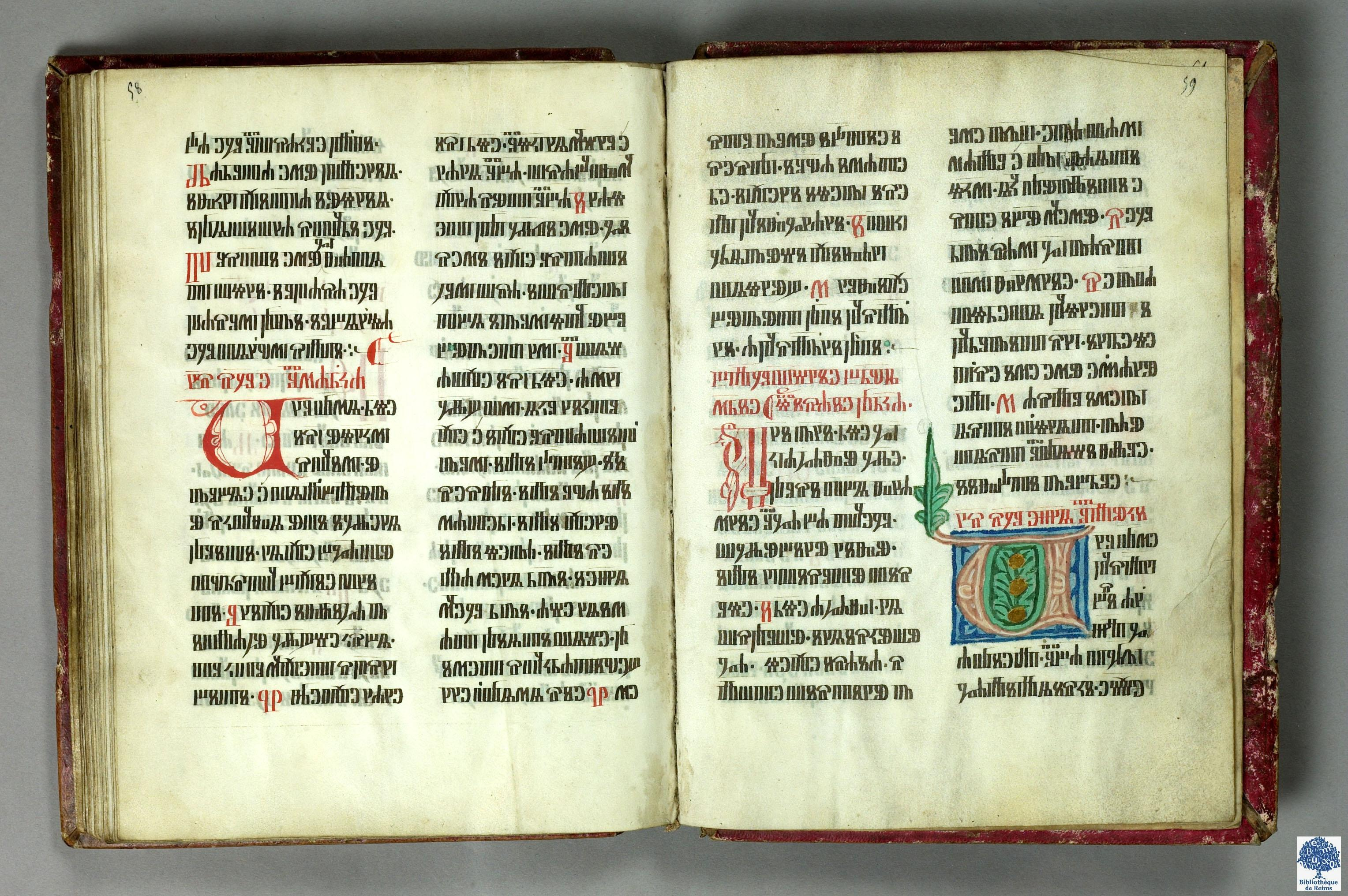
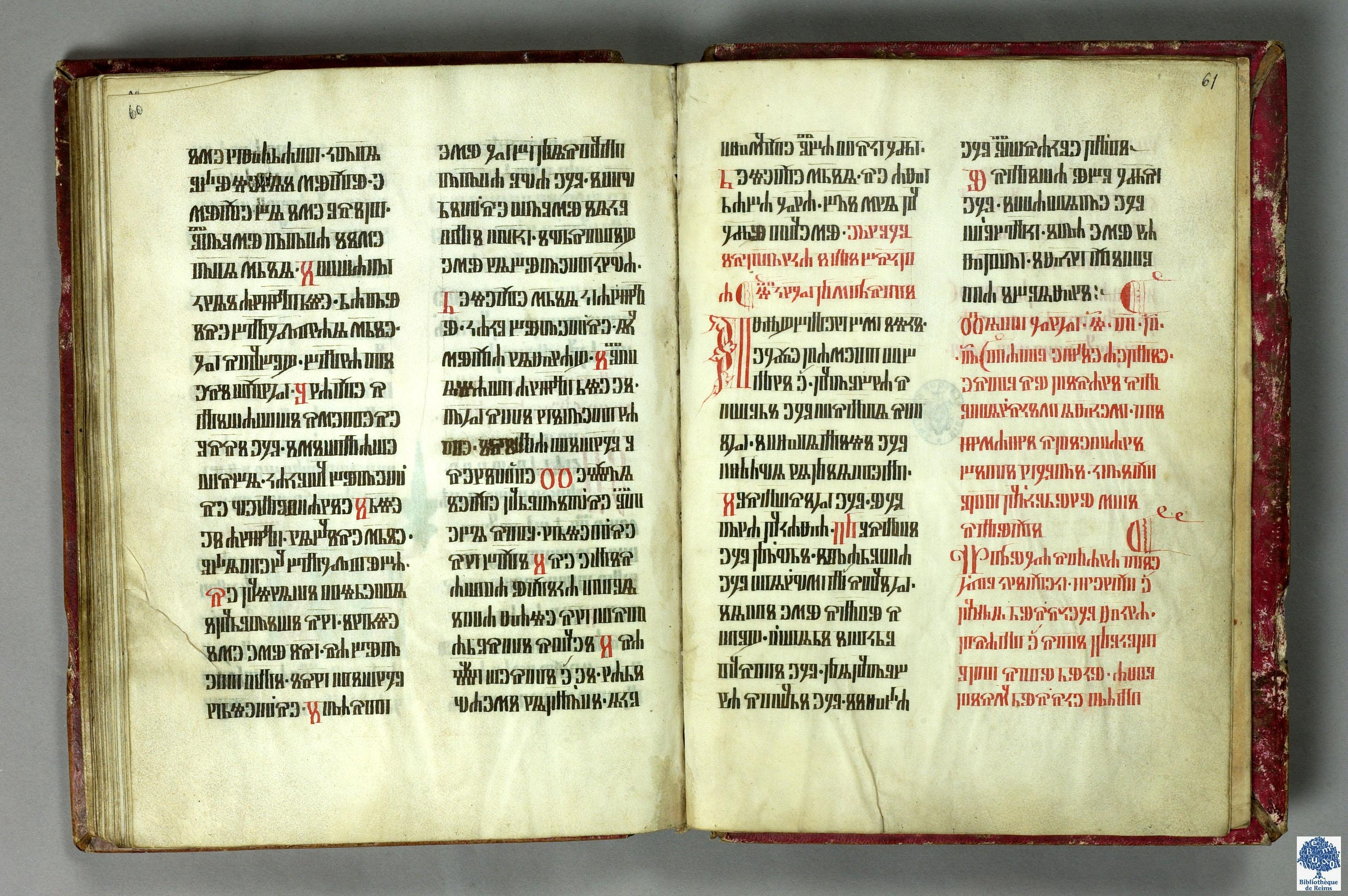
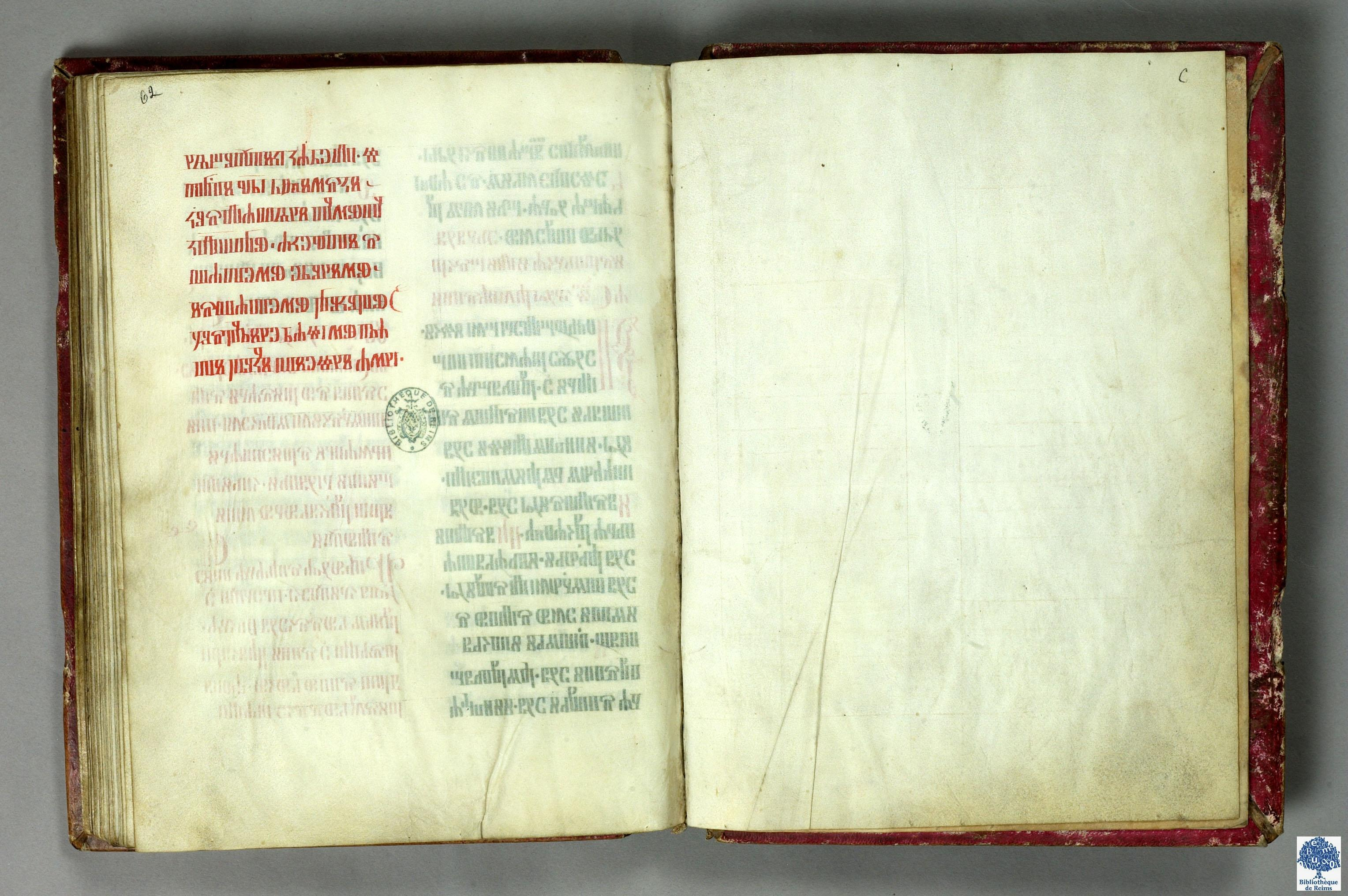